# الجدول الزمني لجائحة فيروس كورونا في الولايات المتحدة (2020)
تعرض هذه المقالة الجدول الزمني لجائحة فيروس كورونا 2020 في الولايات المتحدة

## الجدول الزمني

### يناير

#### قبل 19 يناير
في 31 ديسمبر 2019، أصبحت المراكز الأمريكية لمكافحة الأمراض والوقاية منها (CDC) على علم بحالات الإصابة في الصين وبدأت في إعداد وتطوير تقارير لوزارة الصحة والخدمات الإنسانية (HHS) في 1 يناير.
في 3 يناير، أخبر مدير مركز مكافحة الأمراض والوقاية منها الصيني نظيره في الولايات المتحدة روبرت ريدفيلد بأن «يوجد مرض تنفسي غامض ينتشر في ووهان (الصين)». وأبلغ وزير الصحة والخدمات الصحية أليكس عازار، الذي عرض التقرير على مجلس الأمن القومي. وفقًا لصحيفة واشنطن بوست، تضمن ملخص الرئيس اليومي تحذيرات بشأن الفيروس في أوائل يناير، وهو مؤشر على التركيز الذي وضعه مجتمع الاستخبارات على الفيروس.
أبلغت منظمة الصحة العالمية في 5 يناير عن «التهاب رئوي غير معروف السبب» في ووهان، الصين. ونصحت منظمة الصحة العالمية بعدم فرض قيود على السفر أو التجارة في ذلك الوقت.
في 6 يناير، عرض مدير مركز السيطرة على الأمراض في رسالة إلى المسؤولين الصينيين إرسال فريق من علماء المركز لمساعدة الصين. لم تقبل الصين العرض لعدة أسابيع، مما أخر وصول الولايات المتحدة إلى الفيروس، وهو أمر مهم لتطوير الاختبارات التشخيصية واللقاح. نشرت الصين بيانات جينية عن الفيروس التاجي الجديد في 9 يناير.
خلال أسبوع بدءًا من 6 يناير، شكّل مسؤولو وزارة الصحة والخدمات الإنسانية (HHS) فريق عمل مشترك بين الوكالات بما في ذلك ريدفايلد وآزار، مع أنتوني إس. فاوسي، مدير المعهد الوطني للحساسية والأمراض المعدية.
في 7 يناير، صرّحت أوهايو أن لديها أول حالة إصابة بالفيروس الجديد من خلال المعلومات الموجودة على بياناتها على الموقع https://coronavirus.ohio.gov/wps/portal/gov/covid-19/dashboards
في 8 يناير، أصدر مركز السيطرة على الأمراض أول تحذير عام له بشأن الفيروس التاجي الجديد.
في 9 يناير، أصدرت منظمة الصحة العالمية بيانًا وصفت المرض فيه بأنه فيروس تاجي جديد في ووهان.
في 10 يناير، أصدرت منظمة الصحة العالمية حزمة إرشادات شاملة للبلدان حول كيفية اختبار الحالات المحتملة. وبحلول هذا التاريخ، حذرت منظمة الصحة العالمية من خطر انتقال العدوى من شخص لآخر.
في 14 يناير، عقدت منظمة الصحة العالمية مؤتمرًا صحفيًا ذكرت فيه أن معلوماتهم تشير إلى إمكانية انتقال العدوى من شخص لآخر، ولكن ليس بشكل مستدام. أوصت منظمة الصحة العالمية البلدان باتخاذ الاحتياطات اللازمة بسبب إمكانية انتقال العدوى من شخص لآخر بشكل مشابه لحالات تفشي السارس ونوبات متلازمة الشرق الأوسط التنفسية السابقة. وغردت منظمة الصحة العالمية بأن «التحقيقات الأولية التي أجرتها السلطات الصينية لم تعثر على دليل واضح على انتقال فيروس كورونا الجديد من إنسان إلى آخر». قدم رئيس لجنة الصحة الوطنية الصينية، ما شياو وي، بشكل سري تقييمًا «قاتمًا» لمسؤولي الصحة الصينيين الرئيسيين. وقالت المذكرة أيضًا «انتقال العدوى بين البشر ممكن». وأشار تحقيق أجرته وكالة أنباء أي بي نيوز إلى أن الإبلاغ عن حالة في تايلاند، وزيادة خطر الانتشار بسبب زيادة السفر خلال رأس السنة الصينية الجديد واعتبارات سياسية مختلفة دفع إلى إجراء اجتماع لمناقشة الموضوع. ومع ذلك لم يُحذَّر الجمهور الصيني حتى تاريخ 20 يناير.
ابتداءً من 17 يناير، أرسلت مراكز مكافحة الأمراض والوقاية منها خبراء في الصحة العامة لفحص ركاب المطار القادمين عبر مطار جون إف كينيدي الدولي في مدينة نيويورك وسان فرانسيسكو ولوس أنجلوس، وأضافت مراقبين في شيكاغو وأتلانتا في أواخر يناير.
في 18 يناير، ناقش وزير الصحة والخدمات الإنسانية عازار تفشي الفيروس التاجي مع الرئيس دونالد ترامب، الذي انتقد عازار لكونه «مقلقًا».
«صورة: خريطة متحركة تظهر أول حالة مؤكدة (برتقالية) وموت (أحمر غامق) في تاريخ الإعلان عنها لأول مرة».

#### منذ 20 حتى 28 يناير
في 20 يناير أكّدت كل من منظمة الصحة العالمية والسلطات الصينية على أن انتقال الفيروس التاجي من شخص لآخر قد حدث بالفعل.
أُبلغ عن أول حالة أمريكية مسجلة للفيروس الجديد في 20 يناير، عند مواطن أمريكي سافر من ووهان، الصين إلى منزله في ولاية واشنطن.
بحلول 20 يناير، طور مركز السيطرة على الأمراض اختباره الخاص للفيروس التاجي الجديد (مثلما يفعل عادة) واستخدمه لتقييم الحالة الأمريكية الأولى. سرعان ما وجد أن اختبار المركز معيب، إذ أعطى التحقيق الثالث نتائج غير حاسمة. وجه مركز مكافحة الأمراض والوقاية منها مختبرات قسم الصحة في الولاية لإرسال جميع العينات إلى مختبر المركز في أتلانتا للتقييم، مما زاد بشكل كبير من مرات تغيّر نتائج الاختبار.
في 20 يناير أصدر الأمين العام للحزب الشيوعي الصيني شي جين بينغ ورئيس مجلس الدولة لي كه تشيانغ أول تحذير عام حول الفيروس التاجي للمواطنين الصينيين.
أُدخل رجل إلى المستشفى بسبب الفيروس بعد عودته من ووهان في ولاية واشنطن في 21 يناير 2020. وتخرّج بعد أسبوعين من العلاج. بعد بضعة أيام، أُبلغ عن حالة أخرى في شيكاغو، لامرأة كانت قد عادت لتوها من ووهان. تأكدت حالة ثالثة بعد ذلك بيوم في مقاطعة أورانج، في كاليفورنيا.
في 22 يناير، تلقى ترامب أول سؤال علني من مراسل حول ما إذا كان قلقًا بشأن الفيروس التاجي. رد ترامب: «لا، على الإطلاق. ونحن نسيطر عليه تمامًا. إنه شخص واحد قادم من الصين... سيكون الأمر على ما يرام».
في 23 يناير، أغلقت السلطات الصينية مدينة ووهان، التي يبلغ عدد سكانها 11 مليون نسمة، مما زاد من إلحاح فريق الاستجابة الأمريكية. ذكرت صحيفة واشنطن بوست أن الوزير عازار  أمر فريقه بإنشاء آلية مراقبة مشدّدة بعد ذلك بوقت قصير، لكن المال والاختبارات التشخيصية «ستجعل المسؤولين الأمريكيين يراوغون لشهور». أُغلقت مقاطعة هوبي (التي تقع ووهان ضمنها) بالكامل، في 30 يناير.
في 23 يناير، نشرت منظمة الصحة العالمية بيانًا حول فيروس التاجي، مشيرة إلى أن «انتقال العدوى من إنسان إلى إنسان يحدث وتضمن التقدير الأولي لعدد التكاثر الأساي من 1.4 إلى 2.5 حالة جديدة. وكان هناك تضخم في أحد مرافق الرعاية الصحية. أُبلغ عن خطورة شديدة لـ 25% من الحالات المؤكدة. ما يزال المصدر غير معروف (على الأرجح خزان حيواني) وما يزال مدى انتقاله من إنسان إلى آخر غير واضح». في ذلك الوقت، كان معدل الوفيات 4% (17 حالة وفاة من أصل 557 إصابة). أوصت منظمة الصحة العالمية بما يلي: «أولًا: يجب أن تكون البلدان مستعدة للاحتواء، بما في ذلك الترصد النشط، والكشف المبكر، والعزل وتدبير الحالات، وتتبع الاتصال ومنع الانتشار المستمر لعدوى الفيروس، ومشاركة البيانات الكاملة مع منظمة الصحة العالمية».
في 24 يناير، طُرح موضوع الفيروس التاجي الجديد على مجلس الشيوخ الأمريكي من قبل مسؤولي الصحة الرئيسيين. يُزعم أن أعضاء مجلس الشيوخ الأمريكي ريتشارد إم بور، وكيلي لوفلر، وديان فاينشتاين، وجيمس إنهوف باعوا أسهمهم بعد ذلك، قبل حدوث الانخفاضات الكبيرة في سوق الأسهم. في حالة السيناتور لوفلر، بدأت المبيعات في نفس يوم الاجتماع. ونفى الجميع ارتكاب أي مخالفات، مستشهدين بأسباب مختلفة. واجه السناتور بور دعوات لاستقالته.
في 24 يناير، أشاد الرئيس ترامب بالصين لجهودها في مكافحة الفيروسات التاجية في تغريدة.
أُكّدت حالتين إضافيتين في 26 يناير بالمثل، من قبل شخصين عادا من ووهان. سُمح لجميع الحالات حتى هذه اللحظة بالعزل الذاتي في المنزل لمدة أسبوعين، وبعد ذلك افتُرض أنها لم تعد مصابة أو معدية.
في 27 يناير قيّمت منظمة الصحة العالمية خطر الإصابة بالفيروس التاجي على أنه «مرتفع على المستوى العالمي».

#### منذ 29 حتى 31 يناير
في 29 يناير، أعلنت الولايات المتحدة رسميًا عن فرقة عمل مختصة بالفيروس التاجي للبيت الأبيض، بما في ذلك كبار المسؤولين مثل القائم بأعمال رئيس أركان البيت الأبيض ميك مولفاني وآخرون في وزارة الصحة والخدمات البشرية ومركز السيطرة على الأمراض ووزارة الخارجية الأمريكية. حضر الرئيس ترامب الاجتماع يوم 29 يناير، وغرد بالصور ذات الصلة. ومع ذلك، اقتصر النطاق في البداية على الخدمات اللوجستية لإبعاد المسافرين عن الولايات المتحدة من الصين، وإجلاء المواطنين الأمريكيين. لم يركزوا في البداية على الاختبار أو الإمدادات في الولايات المتحدة.
في 29 يناير، أجلت الحكومة الأمريكية 195 من موظفي وزارة الخارجية من ووهان مع أسرهم ومواطنين أمريكيين آخرين إلى قاعدة الاحتياطي الجوي بالقرب من ريفرسايد، في كاليفورنيا، حيث بقيوا تحت الحجر الصحي لمدة 14 يومًا، على الرغم من عدم إصابة أي منهم.
ذكرت صحيفة نيويورك تايمز إبلاغ الرئيس ترامب بمذكرة في 29 يناير من قبل المستشار التجاري بيتر نافارو بأن الفيروس التاجي قد يتسبب في وفاة ما يصل إلى نصف مليون شخص، وتريليونات من الأضرار الاقتصادية. علاوة على ذلك، في 30 يناير، حذر وزير الصحة والخدمات البشرية عازار الرئيس ترامب من «إمكانية حدوث جائحة».
في 29 يناير، قال رئيس برنامج الطوارئ الصحية لمنظمة الصحة العالمية الدكتور مايك رايان في مؤتمر صحفي له: «يجب أن يكون العالم بأسره في حالة تأهب الآن ... وأن يكون جاهزًا لأي حالات تأتي من مركز الوباء ...» في ذلك الوقت كان قد أُكّد وجود 68 حالة خارج الصين لأشخاص في 15 دولة مختلفة.
في 30 يناير، تأكدت الحالة الأولى لانتقال العدوى من شخص لآخر في شيكاغو، بين زوجين، بعد عودة الزوجة من الصين.

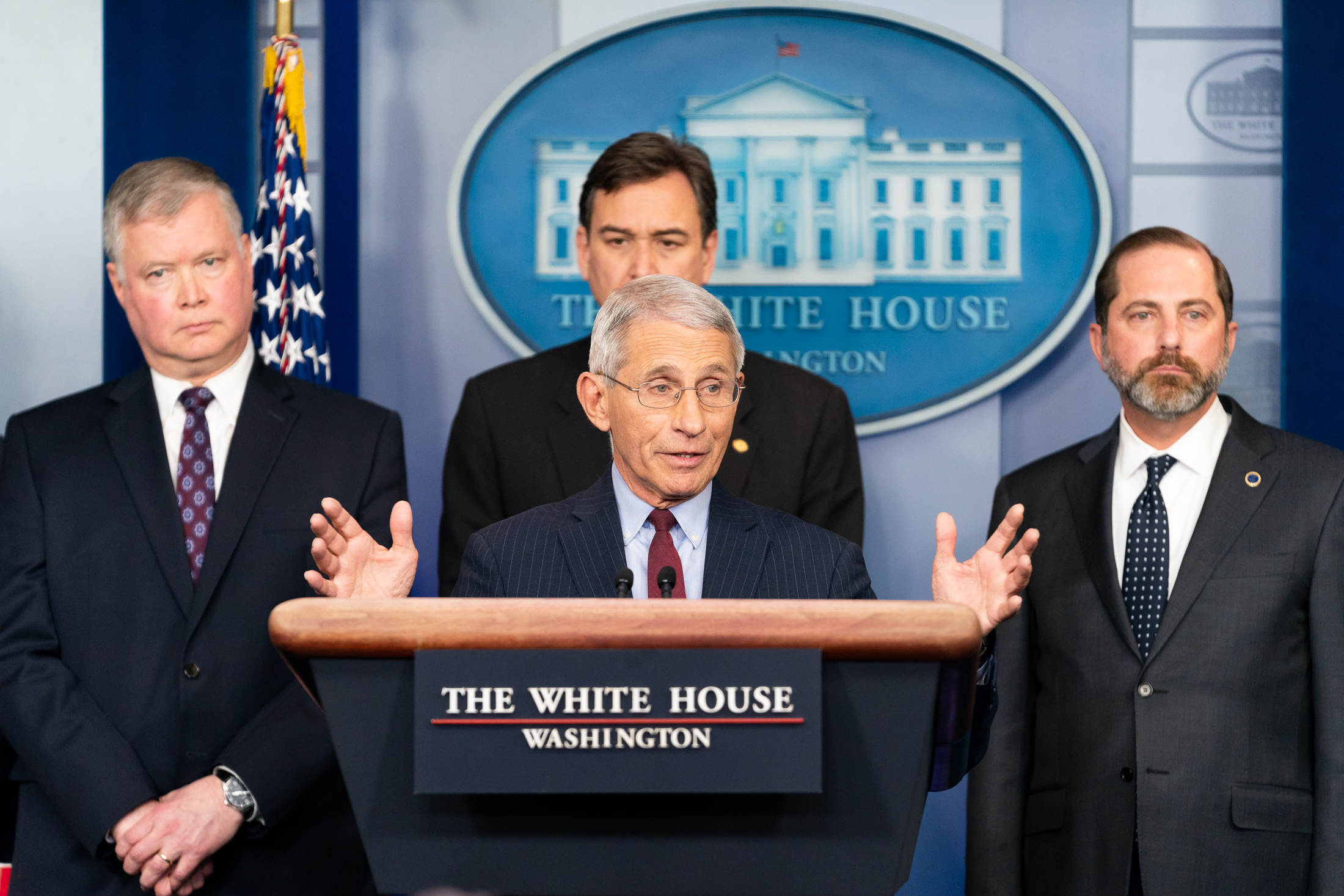
أنتوني فاوسي يحيط به أعضاء من فرقة العمل المختصة بالفيروس التاجي

في 30 يناير، أقرّت منظمة الصحة العالمية أن تفشي الفيروس التاجي الذي نشأ في ووهان، الصين، عبارة عن حالة طوارئ للصحة العامة ذات الاهتمام الدولي، محذرة من أنه «يجب أن تكون جميع البلدان مستعدة للاحتواء، بما في ذلك المراقبة النشطة، والكشف المبكر، والعزل وتدبير الحالات، وتتبع الاتصال والوقاية من الانتشار المستمر». وأثنى البيان على التفاعل الصيني «المثير للإعجاب». وأصدرت منظمة الصحة العالمية بيانًا تضمن: «تعتقد اللجنة أنه لا يزال من الممكن إيقاف انتشار الفيروس، شريطة أن تتخذ الدول تدابير قوية للكشف عن المرض في وقت مبكر، وعزل ومعالجة الحالات، وتتبع الاتصالات، وتعزيز تدابير الإبعاد الاجتماعي بما يتناسب مع الخطر».  ومع ذلك، فإن الحكومة الفيدرالية والولايات لم توجه سكانها لممارسة التباعد الاجتماعي (على سبيل المثال، البقاء في المنزل باستثناء السفر الضروري) حتى 19 مارس. علاوة على ذلك، حتى 8 أبريل، لم يكن لدى خمس ولايات قواعد للتباعد الاجتماعي وثلاث ولايات أخرى كان لديها قواعد لذلك في جزء منها فقط.
في 31 يناير، أُكّدت حالة أخرى لشخص عاد من ووهان في كاليفورنيا، والتي كانت الحالة السابعة المعروفة في الولايات المتحدة.
في 31 يناير، أعلنت إدارة ترامب، من خلال وزارة الصحة والخدمات الإنسانية الأمريكية، حالة طوارئ صحية عامة، وفرضت الحجر الصحي الإلزامي لمدة 14 يومًا لأي مواطن أمريكي زار مقاطعة هوبي في الصين خلال الأسبوعين السابقين. وبدأت في منع دخول غير الأمريكيين الذين سافروا إلى الصين في غضون الأسبوعين السابقين. كانت هذه أول قيود على السفر من قبل الولايات المتحدة منذ أكثر من 50 عامًا.
ادعى الرئيس ترامب مرارًا وتكرارًا بأن الفضل يعود له في التصرف في وقت مبكر مع حظر السفر. ومع ذلك، أفادت صحيفة واشنطن بوست أن 300 ألف شخص سافروا إلى الولايات المتحدة من الصين خلال الشهر السابق للحظر. ذكرت صحيفة نيويورك تايمز أن أكثر من 40.000 شخص سافروا من الصين إلى الولايات المتحدة بعد الحظر الجزئي في 31 يناير، وحوالي 430.000 شخص في الفترة الزمنية بين 31 ديسمبر و4 أبريل. ذكرت صحيفة واشنطن بوست أن ست دول أخرى قيدت السفر من الصين قبل 30 يناير، وست دول فعلت ذلك في 31 يناير، وبحلول الوقت الذي أصبحت فيه قيود السفر الأمريكية سارية في 2 فبراير، كانت 38 دولة أخرى قد اتخذت إجراءات قبل أو في نفس وقت القيود الأمريكية. أقرب إجراء كان سنغافورة في 23 يناير. لم تُحظَر الرحلات الجوية من أوروبا حتى 11 مارس، إذ عبر مئات الآلاف المحيط الأطلسي إلى الولايات المتحدة، بسبب الخلافات حول التأثير على الاقتصاد الأمريكي بين مسؤولي إدارة ترامب.

## فبراير

### 15-29 فبراير
في 15 فبراير، أجْلَت الحكومة 338 مواطنًا أمريكيًا كانوا عالقين على متن السفينة السياحية «دايموند برينسيس» وكانت السفينة محتجزة في الحجر الصحي في يوكوهاما، اليابان. ظهر أن 14 شخصًا من ركاب السفينة العائدين مصابون بالفيروس. في الأسبوع التالي، أُجلي من السفينة أيضًا خمسة مواطنين مبلغ عن إصابتهم، ووضعوا في الحجر الصحي في قاعدة جوية في كاليفورنيا. أُكدت ست حالات أخرى بين الركاب العائدين من السفينة السياحية لاحقًا.
ذكرت صحيفة ذه نيويورك تايمز أن كبير المسؤولين الطبيين في وزارة الأمن الداخلي، الدكتور دوان سي كانيفا، واصل استضافة مجموعة من سلاسل الرسائل الإلكترونية المتعلقة بفيروس كورونا بدأت في يناير بين مجموعة من خبراء الأمراض المعدية من الأوساط الأكاديمية والحكومية. وأشارت المجموعة إلى هذه السلاسل باسم إيميلات «الفجر الأحمر»، (إشارة إلى فيلم يحمل نفس الاسم). في 17 فبراير، أشارت رسالة إلكترونية من أحد المشاركين إلى أن نمط المخالطة الاجتماعية الذي حدث على متن السفينة السياحية «دياموند برينسيس» لا يختلف كثيرًا عن المخالطة في مركز تجاري أو مدرسة أو بيئة عمل. وأشارت رسالة إلكترونية أخرى في 17 فبراير إلى أن من الصعب على المسؤولين المحليين أن يفرضو التدخلات غير الصيدلانية كإغلاق المدارس والأعمال دون إجراء اتحادي يوفر غطاءً سياسيًا. بحلول الأسبوع الثالث من فبراير، «خلصت [المجموعة] فعليًا إلى أن الولايات المتحدة خسرت بالفعل معركة احتواء الفيروس، وأن عليها التحول إلى التلطيف» كاتباع الإجراءات غير الصيدلانية. واستند ذلك إلى «إدراك أن الكثير من الناس في البلاد مصابون على الأرجح وقادرون على نشر المرض، دون أن تظهر عليهم أية أعراض». فمثلًا، في وقت تطبيق حظر السفر الأوروبي في 11 مارس (إستراتيجية احتواء)، لم تكن المجموعة مقتنعة بفعالية خطوات الاحتواء تلك. وفي 11 مارس، لم يكن ترامب قد أمر بتطبيق الإجراءات غير الصيدلانية بعد. في 13 مارس، كانت مراكز السيطرة على الأمراض تشكك بفائدة إغلاق المدارس. بدأ حكام الولايات تنفيذ الإجراءات غير الصيدلانية بعد ذلك الحين، «دون توجيه اتحادي، بدرجة كبيرة».
في 20 و 21 فبراير، تأكدت حالتان جديدتان في كاليفورنيا لعائدَين من الصين. أُكدت أول حالة انتقال مجتمعي، في مقاطعة سولانو، كاليفورنيا، في 26 فبراير، إذ لم يحدد مصدرها. ًاكدت حالة ثانية غير معروفة المصدر بعد يومين، في كاليفورنيا أيضًا، تلتها حالات أخرى في ولاية أوريغون وواشنطن.
بحلول منتصف فبراير، كانت الولايات المتحدة تُجري نحو مئة اختبار يوميًا. وخلص الباحثون في أواخر فبراير إلى أن «الفيروس ربما كان ينتشر منذ أسابيع» من شخص إلى آخر. استخدمت مراكز مكافحة الأمراض والوقاية منها في البداية اختبارًا يدرس ثلاثة تسلسلات جينية أو «مسابير»، ولكن بعد 24 فبراير، وجهت الولايات إلى استخدام حل بديل يتمثل باختبار اثنين من المسابير الثلاثة وتقييمها محليًا.
في 24 فبراير، غرّد الرئيس ترامب عبر تويتر قائلًا: «فيروس كورونا في الولايات المتحدة تحت السيطرة إلى حد كبير ... وعملت مراكز مكافحة الأمراض والوقاية منها والصحة العالمية [منظمة] بجد وذكاء كبير».
في 25 فبراير، أدلى وزير الصحة والخدمات البشرية آزر بشهادته أمام مجلس الشيوخ الأميركي. ولخصت ناشيونال جيوغرافيك شهادته، التي أفادت بأن «المخزون الوطني الاستراتيجي يحوي 30 مليون قناع جراحي فقط و 12 مليون قناع تنفس من نوع إن 95». ويمكن أن يلزم 300 مليون من كل من هذين النوعين لحماية العاملين في مجال الصحة. قالت وزارة الصحة والخدمات البشرية إنها تنوي شراء ما يصل إلى نصف مليار قناع تنفس وقناع جراحي خلال العام ونصف العام المقبلين. وخلصت ناشيونال جيوغرافيك إلى أن «الولايات المتحدة لا تملك سوى جزء صغير من الإمدادات الطبية التي تلزمها لمكافحة فيروس كورونا».
في 25 فبراير، ألقت الدكتورة نانسي ميسونييه، مديرة المركز الوطني للتمنيع وأمراض الجهاز التنفسي التابع لمركز السيطرة على الأمراض والوقاية منها، جلسة إحاطة أشارت فيها إلى أن «تعطيل الحياة اليومية قد يكون شديدًا». وذكرت صحيفة ذه نيويورك تايمز أن الرئيس ترامب كان «غاضبًا»، وحاول وزير الصحة والخدمات البشرية آزر التقليل من شأن تعليقات ميسونييه في مؤتمر صحفي في وقت لاحق من ذلك اليوم.
في 26 فبراير، قال الرئيس ترامب في مؤتمر صحفي: «عندما يكون لديك 15 شخصًا، وسيصبح العدد خمسة عشر قريبًا من الصفر في غضون بضعة أيام، فالعمل الذي أدّيناه جيد جدًا».
في 26 فبراير، عُيّن نائب الرئيس مايك بنس لقيادة فرقة العمل المعنية بفيروس كورونا، خلفًا لوزير الصحة والخدمات آزر الذي رأس المجموعة. بنس أول مسؤول من داخل البيت الأبيض ينسق التخطيط والاستجابة، بعد شهرين من إدراك الحكومة لخطر فيروس كورونا.
في 29 فبراير، أُبلغ عن أول وفاة سببها فيروس كورونا في الولايات المتحدة في مركز إيفرغرين هيلث ميديكال في كيركلاند، واشنطن، تلتها حالتان مؤكدتان في دار للرعاية في نفس المدينة. (في وقت لاحق، سيُذكر أن أول حالة وفاة أمريكية حدثت فعليًا في 6 فبراير). استمر ظهور حالات جديدة في كاليفورنيا وإلينوي.

### مارس

#### 1-2 مارس
نائب الرئيس مايك بنس مع مسؤولي فريق العمل المعني بفيروس كورونا في 2 مارس في غرفة عمليات البيت الأبيض في نيويورك، أعلن الحاكم أندرو كومو عن أول إصابة بفيروس كورونا في الولاية والمصابة امرأة في أواخر الثلاثينيات من العمر، يبدو أنها التقطت العدوى خلال وجودها في إيران وعزلت نفسها في منزلها، في مدينة نيويورك. أكّدت ولاية أوريغون الحالة الثانية، والحالة ناتجة عن اتصال منزلي بالإصابة المسجلة الأولى. أعلنت إدارة الصحة في رود آيلاند عن حالة مفترضة لشخص في الأربعينيات من عمره كان في إيطاليا في منتصف فبراير، وحالة ثانية، لمراهق سافر مع الشخص الأول.
في 2 مارس، وصلت حالات فيروس كورونا في الولايات المتحدة إلى 100 حالة، من بينهم المواطنون العائدون من ووهان والسفينة السياحية دياموند برينسيس. أعلن مسؤولو نيوهامبشير عن الحالة الأولى في الولاية، والمصاب موظف في مركز دارتموث هيتشكوك ميديكال، سافر إلى إيطاليا.

#### 3-4 مارس
في 3 مارس، قبل وجود حالات مؤكدة في الولاية، ألغى حاكم ولاية أوهايو مايك ديواين بطولة أرنولد الكلاسيكية بسبب مخاوف متعلقة بفيروس كورونا، وبدت هذه الخطوة وفقًا لصحيفة واشنطن بوست جذرية في ذلك الوقت. في 3 مارس، أبلغت وزارة الخدمات الصحية في أريزونا عن حالة مؤكدة جديدة في مقاطعة ماريكوبا، والمصاب رجل في العشرينيات اتصل بحالة خارج أريزونا. خضع الشاب للعزل في منزله. في نيو هامبشير، أكد مسؤولو الصحة العامة وجود حالة ثانية، التقط المصاب العدوى بعد اتصاله بالحالة الأولى، إذ اخترق الأخير أوامر الحجر الصحي وحضر حدثًا خاصًا نظمته مدرسة تاك للأعمال التابعة لكلية دارتموث، في وايت ريفر جانكشن، فيرمونت. أعلن المسؤولون في نيويورك عن الحالة المؤكدة الثانية في الولاية: رجل في الخمسينيات من عمره في نيو روتشيل، مقاطعة ويستشستر، لم يسافر مؤخرًا إلى أي بلد أجنبي متأثر بالجائحة. في ولاية كارولينا الشمالية، أعلن الحاكم روي كوبر عن أول حالة مؤكدة في الولاية: شخص سافر إلى واشنطن و«تعرض للعدوى في منشأة رعاية مديدة». وهو في حالة مستقرة ويخضع للعزل في منزله.
في 4 مارس، أكدت وزارة الأمن الداخلي الأميركية أن «فاحصًا طبيًا متعاقدًا» يعمل لدى مراكز السيطرة على الأمراض والوقاية منها في مطار لوس أنجلوس الدولي أُصيب بفيروس كورونا. خضع المصاب للعزل الذاتي في المنزل. أكد المسؤولون في نيويورك أربع حالات جديدة: المصابون زوجة، وابن، وابنة الحالة الثانية، وجاره الذي نقله إلى المستشفى أيضًا. دفعت الحالات الجديدة إلى الإغلاق الجزئي للحرم الرئيسي لجامعة يشيفا، حيث يدرس ابن الرجل، إضافة إلى المدرسة الثانوية في حي برونكس في مدينة نيويورك حيث تدرس الابنة. وفي اليوم نفسه، أُبلغ عن خمس حالات مؤكدة جديدة لدى صديق الحالة الثانية، وزوجة الصديق، وابنيه وابنته.
أعلنت وزارة الصحة والخدمات البشرية عن نيتها شراء نحو 500 مليون قناع تنفس من نوع إن 95 على مدى الأشهر الثمانية عشر التالية بهدف الاستجابة لتفشي فيروس كورونا المستجد.

#### 5 مارس
أعلنت كل من نيفادا وكولورادو وتينيسي وماريلاند عن أولى حالاتها، وأعلنت نيوجيرسي عن حالة ثانية مفترضة، بينما أعلنت واشنطن عن 31 حالة جديدة.
- نيفادا: أبلغ مسؤولو الصحة العامة في لاس فيغاس عن أول حالة مؤكدة في الولاية: رجل في الخمسينيات في مقاطعة كلارك سافر مؤخرًا إلى واشنطن وتكساس.[70] وأعلن مسؤولو الصحة العامة عن حالة مؤكدة ثانية في رينو. الحالة الجديدة رجل في الخمسينيات، يخضع للعزل الذاتي في منزله؛ وارتبطت الحالة الجديدة بحالتين مؤكدتين على الأقل في مقاطعة سونوما، كاليفورنيا، وفي مقاطعة بلاسر، كاليفورنيا مع الركاب الذين كانوا على متن غراند برينسيس في رحلة بحرية من سان فرانسيسكو إلى المكسيك خلال الشهر السابق.[71][72]

#### 6 مارس
مسافرو الخطوط الجوية في مطار هارتسفيلد جاكسون أتلانتا الدولي مرتدين أقنعة التنفس عمال هيئة النقل في العاصمة يعقمون حافلة في مدينة نيويورك
أبلغت عشر ولايات عن الإصابات الأولى بفيروس كورونا: هاواي، يوتا، نبراسكا، كنتاكي، إنديانا، مينيسوتا، كونيتيكت، كارولينا الجنوبية، بنسلفانيا، أوكلاهوما. وارتبطت الكثير من الحالات بركاب السفينة السياحية غراند برينسيس، المتوقفة قبالة ساحل كاليفورنيا قرب سان فرانسيسكو. كشفت الاختبارات على متن السفينة عن 21 حالة إيجابية. وشهد ذلك اليوم أيضًا الإبلاغ عن وفيات. أُبلغ عن أربعة وفيات في واشنطن، من قبل المستشفى الذي عالج المرضى في مرفق الرعاية المديدة لايف كير. إضافة إلى إصابتين في فلوريدا، لتصبح فلوريدا الولاية الثالثة (بعد واشنطن وكاليفورنيا) التي أبلغ فيها عن وفيات. ارتفع مجموع الوفيات إلى 18، 15 في واشنطن، واحدة في كاليفورنيا، واثنتين في فلوريدا.
- غراند برينسيس: كان واحد وعشرون راكبًا على متن السفينة السياحية غراند برينسيس إيجابي فيروس كورونا، 19 موظفا ومسافرين.[73]
- أريزونا: أعلن مسؤولو الصحة العامة عن الحالة الثالثة في الولاية وأول حالة انتقال مجتمعية عند امرأة من مقاطعة بينال.[74]
- كونيتيكت: أكد الحاكم نيد لامونت أول إصابة بفيروس كورونا في ولايته عند موظف في مستشفى، وهو مقيم في نيويورك يخضع حاليًا للعزل الذاتي في مقاطعة ويستشستر، نيويورك.[75]
- هاواي: أعلن الحاكم ديفيد إيغ عن أول حالة، والمصاب مقيم كان على متن غراند برينسيس التي توقفت في هاواي في أواخر فبراير.[76]
- إنديانا: أبلغت الولاية عن الحالة الأولى عند رجل من إنديانابوليس عاد من سفره إلى بوسطن.[77]
- كنتاكي: أكد الحاكم أندي باشير الحالة الأولى، والمصاب من سكان ليكسينغتون.[78][79]
- أعلنت مينيسوتا عن الحالة المفترضة الأولى، عند مسن يعيش في مقاطعة رامسي، كان على متن سفينة سياحية مؤخرًا.[80] وأبلغ أن المريض في الحجر الصحي في منزله.[81]
- نبراسكا: أعلن الحاكم بيت ريكيتس عن أول حالة إيجابية مفترضة لفيروس كورونا في نبراسكا، وهي امرأة في الثلاثينيات من مقاطعة دوغلاس عادت من إنجلترا في نهاية فبراير. وأُدخلت مستشفى ميثوديست في البداية، ثم نُقلت إلى وحدة الاحتواء الحيوي في مركز جامعة نبراسكا الطبي بعد ظهور نتيجة الفحص إيجابية.[82]
- كارولينا الشمالية: أعلن مسؤولو الصحة العامة عن حالة مؤكدة ثانية والمصاب رجل في مقاطعة تشاتام سافر مؤخرًا إلى إيطاليا.[83][84]
- أوكلاهوما: أعلن مسؤولون عن أول حالة مؤكدة عند رجل من مقاطعة تلسا سافر مؤخرًا إلى إيطاليا.[85]
- بنسلفانيا: أعلن الحاكم توم وولف عن أول حالتين مؤكدتين في مقاطعة ديلاوير وفي مقاطعة واين.
- رود آيلاند: أكدت الولاية الحالة الثالثة، والمصابة امرأة كانت على اتصال بحالة إيجابية في نيويورك في أواخر فبراير.[86]
- أعلنت كارولينا الجنوبية عن حالتين مفترضتين في مقاطعة كيرشو ومقاطعة تشارلستون.[87]

#### 7 مارس
أعلنت كل من فيرجينيا، وكانساس، وواشنطن العاصمة، عن أول حالة إصابة فيها. أُبلِغ عن حدوث حالة وفاة جديدة يوم 7 مارس في ولاية واشنطن. يرفع ذلك العدد الإجمالي لحالات الوفاة المؤكد حدوثها بفيروس كورونا في الولايات المتحدة إلى 19، منها 16 في ولاية واشنطن، و1 في ولاية كاليفورنيا، و2 في ولاية فلوريدا. في ولاية بنسلفانيا، أعلن الحاكم توم وولف عن حالتي إصابة جديدتين في مقاطعة مونتغومري، كلاهما مرتبط بالسفر ضمن الولايات المتحدة.

#### 8 مارس
أعلنت كل من ولايتي آيوا وفيرمونت عن أول حالة إصابة بفيروس كورونا فيهما. أُبلِغ عن حدوث ثلاث حالات وفاة جديدة في ولاية واشنطن. يرفع ذلك العدد الإجمالي لحالات الوفاة المؤكد حدوثها بفيروس كورونا في الولايات المتحدة إلى 22، منها 19 في ولاية واشنطن، و1 في ولاية كاليفورنيا، و2 في ولاية فلوريدا.
- ولاية هاواي: أبلغ الحاكم ديفيد إيج ومسؤولو الصحة في الولاية عن ثاني حالة إصابة، وهو رجل مسن كان فحصه إيجابيًا بعد عودته من السفر إلى ولاية واشنطن في وقت باكر من هذا الشهر. أُدخِل إلى المشفى، وعُزِل في منشأة كايزر بيرماننت موانوالوا الطبية.[91]
- ولاية إنديانا: أُبلِغ عن ثاني وثالث حالة إصابة، كلتاهما في مقاطعة هندريكس. الحالة الثالثة هو طالب في المدرسة الابتدائية، ونتيجة لذلك أوصت مديرية صحة مقاطعة هندريكس بإغلاف مدرسة هيكوري الابتدائية مدة أسبوعين بدءًا من 9 مارس. هذا أول إغلاق لمدرسة يحدث في ولاية إنديانا بسبب التفشي الحالي.[92][93]
- ولاية آيوا: أكدت الحاكمة كيم رينولدز أول ثلاث حالات إصابة في مقاطعة جونسون.
- ولاية مينيسوتا: أبلغت ولاية مينيسوتا عن حالة إصابة جديدة في مقاطعة كارفر، وإجمالي حالتي إصابة في ولاية مينيسوتا. ظهرت الأعراض على المريض في 2 مارس، وهو ضمن الفئة العمرية 50 – 59 عامًا. لحد الآن، قد ارتبطت كلتا الحالتين بالسفر.[94]
- ولاية كارولاينا الجنوبية: أربع حالات إصابة مفترضة، وإجمالي 6 حالات. إحداها قد سافر مؤخرًا إلى إيطاليا، واثنتان على اتصال مع حالة إصابة سابقة، والحالة الرابعة من مصدر غير معروف.
- ولاية فيرمونت: أعلن مسؤولو صحة ولاية فيرمونت عن أول حالة إصابة مفترضة في الولاية في مقاطعة بينينغتون.

#### 9 مارس
أعلن حاكم ولاية أوهايو مايك دواين عن حالة الطوارئ في الولاية بعد الإبلاغ عن حدوث أول حالة إصابة بكوفيد-19 في الولاية. حتى 9 مارس، لم توجد أي حالة إصابة في كل من ولايات ألاباما، وألاسكا، وإيداهو، ومين، وميشيغان، مسيسيبي، ونيومكسيكو، وداكوتا الشمالية، وداكوتا الجنوبية، وفيرجينيا الغربية، بينما كان هناك حالات مشتبه بها في كل من ولايات مونتانا، وديلاوير، ووايومنغ، وأركنساس. أبلغت ولاية واشنطن عن حدوث 3 حالات وفاة جديدة، وأبلغت كاليفورنيا عن حالة وفاة واحدة، ما رفع العدد الإجمالي لحالات الوفاة المؤكد حدوثها بفيروس كورونا في الولايات المتحدة إلى 26.
أُبلِغ أن إدارة الرئيس ترامب، دون تفسير، قد أجلت تقييم التهديدات العالمية السنوي للولايات المتحدة الذي يقيمه مدير الاستخبارات القومية، والذي يحذر من أن الولايات المتحدة لا تزال غير مستعدة لجائحة عالمية. كان من المقرر أن يقدم مكتب مدير الاستخبارات القومية هذا التقييم إلى لجنة الاستخبارات بمجلس النواب في 12 فبراير.
- ولاية إنديانا: أبلِغ عن حالة إصابة جديدة في مقاطعة نوبل، هي الرابعة في الولاية.[97]
- ولاية آيوا: أُعلِن عن 5 حالات إيجابية مفترضة جديدة ما رفع إجمالي عدد الحالات على مستوى الولاية إلى 8. وقعت الحاكمة رينولدز إعلان حالة طوارئ للكوارث.[98]
- ولاية كنتاكي: أكد الحاكم بشير وجود حالتي إصابة جديدتين ما رفع إجمالي عدد حالات الإصابة في الولاية إلى 6.[99]
- ولاية ميزوري: أبلغ المدير التنفيذي لمقاطعة سانت لويس الدكتور سام بيج أن والد أول مريض مصاب بفيروس كورونا في الولاية وأخته الأصغر قد خرقا أمر الحجر الصحي الذاتي من أجل حضور وظيفة آباء وبنات في مدرستها الثانوية، فيلا دوشيسن، في فندق ريتز كارلتون في مدينة كلايتون. حضرا أيضًا حفلة للطلاب من كلا مدرستي فيلا وجون بوروز قبل توجههما إلى الفندق. ألغت مدرسة فيلا الصفوف بعد هذا الإعلان، وطُلِب من طلاب مدرسة بوروز الذين حضروا الحفلة أن يبقوا في المنزل حتى إشعار آخر، قد جرى مسحهم من قبل متخصصين طبيين بالتشاور مع المدرسة في وقت لاحق من نفس الأسبوع، وقد خضع فندق ريتز كارلتون لتنظيف شامل.[100]
- ولاية كارولاينا الشمالية: أُبلِغ عن 5 حالات إيجابية مفترضة جديدة في مقاطعة ويك. وفقًا لمديرية الصحة والخدمات البشرية في ولاية كارولاينا الشمالية، قد سافر الخمسة جميعهم إلى بوسطن في أواخر فبراير من أجل حضور مؤتمر. يرفع ذلك إجمالي عدد الحالات في ولاية كارولاينا الشمالية إلى 7.[101]
- ولاية أوهايو: علّقت جامعة ولاية أوهايو التدريس وجهًا لوجه حتى 30 مارس.[102] أعلن الحاكم ديواين حالة الطوارئ في الولاية.[103]
- ولاية كارولاينا الجنوبية: أُبلِغ عن حالة إيجابية مفترضة أخرى ما رفع الإجمالي إلى 7.[104] بالإضافة إلى ذلك، هناك حالة «محتملة» في جامعة كليمسون.[105]

#### 10 مارس
أبلغت ولايتي داكوتا الشمالية وميشيغان عن أول حالة إصابة فيهما. وُسِّعت إجراءات التخفيف في كل من ولايات نيويورك، وماساشوستس، وواشنطن، مع الانتقال إلى التدريس عبر الإنترنت في الجامعات والكليات. أُعلِن عن أول منطقة شبه احتواء في ولاية نيويورك. أُبلِغ عن حالتي وفاة جديدتين في ولاية واشنطن، وحالة وفاة واحدة في كل من ولايات كاليفورنيا، ونيوجيرسي، وداكوتا الجنوبية. يرفع ذلك إجمالي عدد حالات الوفاة في الولايات المتحدة إلى 31 (24 في ولاية واشنطن، و3 في ولاية كاليفورنيا، و2 في ولاية فلوريدا، و1 في ولاية نيوجيرسي، و1 في ولاية داكوتا الجنوبية).
- ولاية ماساتشوستس: أعلن الحاكم تشارلي بيكر حالة الطوارئ في الولاية بسبب تضاعف عدد الحالات خلال ليلة واحدة ليصبح 92، 70 منهم متعلقون باجتماع في شركة بيوجن آيدك في فبراير. أمرت جامعة هارفرد طلابها بإخلاء حرم الجامعة بحلول يوم الأحد، 16 مارس.[106]
- ولاية مينيسوتا: أُكِّدت حالة ثالثة في الولاية في مقاطعة أنوكا. هذا الشخص ضمن الفئة العمرية 30 – 39 عام، ولم يُبلِغ عن وجود أي أمراض كامنة لديه. المواطن في حالة خطيرة. بحسب مسؤولي الصحة، لم تُصَب الحالة في الولاية، ولا يوجد أي دليل على أن الفيروس قد انتشر من شخص لآخر في ولاية مينيسوتا. وقع الحاكم تيم والز فاتورة بقيمة 21 مليون دولار لتمويل التجهيز لكوفيد-19.[107]
- ولاية داكوتا الجنوبية: أعلن مسؤولو الصحة في الولاية عن أول خمس حالات إصابة وأول حالة وفاة. كان فحص الحالة المتوفية إيجابي لكوفيد-19، لكن سبب الوفاة لا يزال قيد الاستقصاء.[108]

#### 11 مارس
تجاوزت عدد حالات الإصابة بفيروس كورونا في الولايات المتحدة 1,100. أبلغت كل من ولايات أركنساس، وديلاوير، ومسيسيبي، ونيومكسيكو، وداكوتا الشمالية، ووايومنغ، عن أول حالة إصابة فيها. أوقفت المزيد من الجامعات والكليات الصفوف أو انتقلت إلى التعليم عن بعد. أمر حاكم ولاية واشنطن جاي إنسلي إيقاف كل التجمعات التي تضم أكثر من 250 شخص في 3 مقاطعات، بينما أمر حاكم ولاية أوهايو مايك ديواين بمنع كل التجمعات العامة لأكثر من 1000 شخص على مستوى الولاية. أُبلِغ عن 5 حالات وفاة في ولاية واشنطن، وحالة وفاة واحدة في ولاية كاليفورنيا. يرفع ذلك إجمالي عدد حالات الوفاة في الولايات المتحدة إلى 37 (29 في ولاية واشنطن، و4 في ولاية كاليفورنيا، و2 في ولاية فلوريدا، و1 في ولاية نيوجيرسي، و1 في ولاية داكوتا الجنوبية).
- ولاية كونيتيكت: أعلنت عدة بلدات في ولاية كونيتيكيت أن المدارس ستغلق مدة أسبوعين على الأقل بدءًا من 12 مارس، بما فيها بلدة نيو كانان، حيث أُكِّد وجود حالة الإصابة الثالثة في الولاية.[110]
- ولاية فلوريدا: صعد رجل يرتدي قناعًا وقفازات (بدون أعراض) قد كان فحصه لفيروس كورونا إيجابيًا على متن طائرة تابعة لخطوط جيت بلو الجوية من مطار جون إف كينيدي الدولي في ولاية نيويورك إلى مطار بالم بيتش الدولي في مدينة ويست بالم بيتش، الأمر الذي عرّض كلا المطارين وكامل الطائرة للفيروس. على الرغم من ذلك، أطلق مسؤولو ولاية فلوريدا سراح جميع الركاب دون الحاجة إلى العزل أو إجراء فحوصات.[111]
- ولاية إنديانا: حدثت 5 حالات إصابة جديدة في الولاية ما يرفع العدد الكلي إلى 11.[112] أعلنت جامعة نوتردام عن إيقاف الصفوف التي تتطلب الحضور الشخصي، وتحولت إلى نظام التدريس عبر الإنترنت حتى 13 أبريل على الأقل.   [113]
- ولاية مين: أعلنت جامعة مين في بلدة أورونو عن إلغاء الصفوف التي تتطلب الحضور الشخصي حتى نهاية الفصل الدراسي وذلك بدءًا من 23 مارس، وستصبح كل الصفوف عبر الإنترنت فقط. بالإضافة إلى ذلك، طُلِب من كل الطلاب الذين يعيشون في الحرم الجامعي الانتقال خارجه بحلول 22 مارس.[114]
- ولاية مينيسوتا: أعلنت جامعة مينيسوتا عن إيقاف كل الدروس التي تتطلب الحضور الشخصي حتى 1 أبريل على الأقل وذلك بعد عطلة الربيع.[115] أُكِّدت حالتان جديدتان ما يرفع عدد الحالات الإجمالي إلى 5.[116] بدأ مركز مايو كلينيك في مدينة روشستر «قيادة عبر الاختبار (بالإنجليزية: drive-through testing)» للفيروس، على الرغم من أن المرضى لا يزالون بحاجة إلى الموافقة على اختبارهم عن طريق مسح الهاتف.  [117]
- ولاية ميزوري: أعلنت جامعة واشنطن في سانت لويس عن التحول إلى الصفوف عبر الإنترنت حتى أواخر أبريل على الأقل، وطلبت من الطلاب الجامعيين أن يذهبوا إلى منازلهم بحلول 15 مارس. ألغى حرم جامعة ميزوري في كولومبيا الصفوف يومي 12 و13 مارس، ووجّه بأن الصفوف التي تتطلب الحضور الشخصي يجب أن تُعطَى بوسائل أخرى من 16 وحتى 20 مارس (قبل عطلة الربيع من 21 حتى 29 مارس).
- ولاية مسيسيبي: أبلغ مسؤولو الصحة عن أول حالة إصابة في الولاية، وهو رجل قد سافر مؤخرًا إلى ولاية فلوريدا.[118]
- ولاية نيومكسيكو: ثلاث حالات إيجابية جديدة مفترضة، زوجان في الستينيات من عمرهما قد سافرا مؤخرًا إلى مصر، وواحدة في السبعينيات من عمرها قد سافرت مؤخرًا إلى منطقة مدينة نيويورك.[117]
- ولاية أوكلاهوما: أتت نتيجة فحص لاعب إن بي أي (الرابطة الوطنية لكرة السلة) رودي غبرت لكوفيد-19 إيجابية قبل المباراة بين يوتا جاز وأوكلاهوما سيتي ثاندر في ملعب تشيسابيك إينيرجي في مدينة أوكلاهوما. أُجِّلت المباراة، وأعلنت الرابطة الوطنية لكرة السلة أن موسم 2019 – 2020 سيُعلَّق.
- ولاية داكوتا الجنوبية: ثلاث حالات إيجابية مفترضة ما يرفع العدد الإجمالي في الولاية إلى 8.[119]

قال الرئيس ترامب في خطاب من المكتب البيضاوي: «بالنسبة للغالبية العظمى من الأمريكيين، فإن الخطر منخفض جدًا جدًا».
قال المدير العام لمنظمة الصحة العالمية، تيدروس، إن منظمة الصحة العالمية «أجرت تقييمًا يفيد بأنه يمكن اعتبار كوفيد-19 جائحة».

#### 12 مارس
تجاوز عدد الحالات الإجمالي في الولايات المتحدة 1,500. تحولت المزيد من الجامعات والكليات إلى التعليم عبر الإنترنت في كل أرجاء البلاد. أُعلن عن إغلاق المدارس الحكومية في كل من ولايات أركنساس، وكولورادو، وكونيتيكت، وكنتاكي، وماريلاند، وماساتشوستس، ميشيغان، ونيومكسيكو، وأوهايو، ويوتا، وفيرجينيا، وواشنطن. أبلغت كل من ولايتي جورجيا وكانساس عن أول حالة وفاة فيهما، وأبلغت ولاية واشنطن عن حالتي وفاة جديدتين. يرفع ذلك إجمالي عدد حالات الوفاة في الولايات المتحدة إلى 41 (31 في ولاية واشنطن، و4 في ولاية كاليفورنيا، و2 في ولاية فلوريدا، و1 في ولاية نيوجيرسي، و1 في ولاية داكوتا الجنوبية، و1 في ولاية جورجيا، و1 في ولاية كانساس).
أعلنت معظم البطولات الرياضية الكبرى، بما في ذلك، الدوري الأمريكي لكرة القدم ودوري الهوكي الوطني، ودوري لاكروس الوطني، عن تعليق مواسمها الجارية. أنهى الدوري الأمريكي لكرة القدم موسمه الافتتاحي، بينما أعلن دوري البيسبول الرئيسي عن إلغاء جميع مباريات التدريب الربيعية المتبقية، وأُجِّل بدء موسم 2020. بالإضافة إلى ذلك، ألغت الرابطة الوطنية لكرة القدم الأمريكية جميع بطولات ما بعد الموسم في الرياضات الشتوية والربيعية، والتي تشمل بطولات كرة السلة للرجال والنساء، بالإضافة إلى بطولات كرة القاعدة والكرة اللينة. يمثل إلغاء بطولة كرة السلة المرة الأولى التي لا تقام فيها البطولة بسبب ظروف غير متوقعة.
- ولاية ألاباما: رغم عدم وجود حالات مسجلة في الولاية، أعلنت كل من جامعتي ألاباما وأوبرن التحول إلى التدريس عبر الإنترنت عندما تُستأنف البرامج الدراسة بعد عطلة الربيع.[121][122]
- ولاية ألاسكا: أعلن مسؤولو الولاية عن أول حالة إصابة بفيروس كورونا في الولاية.[123]
- ولاية كولورادو: أعلنت أوائل مدارس مقاطعات في الولاية، بما فيها مدارس دنفر الحكومية، عن إغلاقها. أتى فحص موظف في جامعة كولورادو لفيروس كورونا إيجابيًا. علقت مديرية إصلاح كولورادو الزيارات الشخصية في سجون الولاية. أبلغت الولاية عن 11 حالة إصابة جديدة.[124]
- ولاية كونيتيكت: أعلن عدد من مدارس المقاطعات إغلاقها بدءًا من 13 مارس وحتى 27 مارس على الأقل، فيما في ذلك المدارس الموجودة في مدن بريدجبورت، ونيوهافن، وستامفورد، من بين مدن أخرى.[125]
- ولاية ديلاوير: أعلن الحاكم جون كارني حالة الطوارئ في الولاية عقب الإعلان عن ثلاث حالات إصابة جديدة مرتبطة بجامعة ديلاوير.
- ولاية هاواي: أعلنت جامعة هاواي عقد جميع صفوفها عبر الإنترنت بدءًا من 23 مارس. حذ حذوها شاميناد وكليات أخرى في الولاية.[126] علقت جامعة بريغهام يونغ هاواي الصفوف لثلاثة أيام من أجل التجهير للتعليم عن بعد.
- ولاية إنديانا: ارتفع عدد الحالات من 11 ليصبح 12. أعلن الحاكم هولكومب عن تدابير جديدة لحماية عامة الشعب.[127]
- ولاية مين: أعلنت الحاكمة جانيت ميلس عن أول حالة إصابة في الولاية، وهي امرأة في الخمسينيات من عمرها في مقاطعة أندروسكوجين. طُلِب من هذه المرأة أن تحجر نفسها صحيًا في منزلها.[128]
- ولاية مينيسوتا: أكدت مديرية صحة ولاية مينيسوتا وجود إجمالي 9 حالات في الولاية، متوزعة في مقاطعات أنوكا، وكارفر، وداكوتا، وهينيبين، وأولمستيد، ورامسي، وستيارنز.[129]
- ولاية نيومكسيكو: ستُغلَق كل المدارس الحكومية في الولاية مدة ثلاثة أسابيع بدءًا من يوم الاثنين، 16 مارس.[130]
- ولاية أوهايو: علقت جامعة أوهايو كل الصفوف التي تُعطَى وجهًا لوجه لما تبقى من الفصل الدراسي الربيعي. مُدِّدت عطلة الربيع حتى 22 مارس لإتاحة الوقت للكلية من أجل التجهيز. طُلِب من الطلاب الذين يعيشون في قاعات السكن البدء بالانتقال. مايك ديواين هو أول حاكم يعلن عن إغلاق المدارس في كل أرجاء الولاية،[131] بدءًا من 16 مارس ستُغلَق كل المدارس للصفوف الدراسية من الصف الأول وحتى الثاني عشر في ولاية أوهايو مدة ثلاثة أسابيع. منع الحاكم أيضًا «التجمعات الكبيرة» التي تشمل 100 شخص أو أكثر.[132][133][134]

في 12 مارس، قدمت وزارة الصحة والخدمات البشرية أول طلبية لها من أجهزة تنفس إن 95 للعاملين في مجال الرعاية الصحية بمبلغ 4,8 مليون دولار. على أي حال، يوجب عقد المورد التسليم أن يبدأ التسليم في نهاية أبريل. قالت وزيرة الصحة والخدمات البشرية السابقة كاثلين سيبيليوس «لقد أهدرنا شهرين».

#### 13 مارس
تجاوز عدد حالات الإصابة في الولايات المتحدة 2,100. أبلغت ولاية كولورادو عن أول حالة وفاة فيها. أبلغت كل من ولايتي فلوريدا وكاليفورنيا عن حالة وفاة إضافية، وأبلغت ولاية واشنطن عن 6 حالات وفاة إضافية. يرفع ذلك إجمالي عدد حالات الوفاة في الولايات المتحدة إلى 50 (31 في ولاية واشنطن، و5 في ولاية كاليفورنيا، و3 في ولاية فلوريدا، و1 في ولاية نيوجيرسي، و1 في ولاية داكوتا الجنوبية، و1 في ولاية جورجيا، و1 في ولاية كانساس، و1 في ولاية كولورادو). طلب دوري الهوكي الوطني من اللاعبين أن يحجروا أنفسهم صحيًا مدة أسبوع أو أكثر في محاولة لإنقاذ الموسم.
في وقت لاحق من ذلك اليوم، أجرى الرئيس ترامب فحص كوفيد-19 بعد تواصله مع عدد من الأشخاص الذين قد أصيبوا بالمرض وتبين أنهم سلبيون. في 13 مارس، أقر مجلس النواب حزمة مساعدات للعمال والأفراد دعمها الرئيس ترامب.
في تقرير 13 مارس 2020، «ليس للتوزيع العام»، استخدمت وزارة الصحة والخدمات الإنسانية في الولايات المتحدة افتراضات العمل من أجل خطة الاستجابة الخاصة بها، والتي تفيد بأن جائحة كوفيد-19 «ستستمر 18 شهرًا أو أكثر، ويمكن أن تشمل موجات عديدة من المرض»، وأن «سلسلة التوريد وتأثيرات النقل الناتجة عن ذلك من المحتمل أن تؤدي إلى حدوث عجز كبير».
- ولاية ألاباما: أُعلِن عن أول حالة إصابة في مقاطعة مونتغومري.[143]
- ولاية جورجيا: أعلن الحاكم بريان كيمب حالة طوارئ تتعلق بالصحة العامة في ولاية جورجيا.[144]
- ولاية أيداهو: أُعلِن عن أول حالة إصابة في الولاية، وهي امرأة في الخمسينيات من عمرها قد سافرت مؤخرًا إلى ولاية نيويورك.[145]
- ولاية إلينوي: كل المدارس مغلقة ابتداء من يوم الثلاثاء، 17 مارس وحتى نهاية مارس.[146]
- ولاية كنتاكي: أُعلِن عن تعافي أول مريض مصاب بكوفيد-19 في الولاية، وخروجه من مركز جامعة كنتاكي الطبي.[147]
- ولاية مينيسوتا: أعلن الحاكم والز حالة الطوارئ، وطلب من مجلس تشريع الولاية إصدار عدة فواتير طوارئ، إحداها للمساعدة في تسريع إجراء فحوصات الفيروس. ألح أيضًا على إلغاء أو تأجيل كل الفعاليات التي تتضمن حضور 250 شخص أو أكثر.[148]
- ولاية ميزوري: أُبلِغ عن حالتين إيجابيتين مفترضتين إضافيتين ما يرفع عدد الحالات الإجمالي إلى 4. أعلنت مقاطعة سانت لويس حالة الطوارئ، ومنعت كل التجمعات التي تتضمن أكثر من 250 شخص.[149]
- ولاية نيوهامبشير: أعلن الحاكم كريستوفر سونونو حالة الطوارئ في ولاية ولاية نيوهامبشير بسبب كوفيد-19. أُكِّدت وجود 6 حالات إصابة.[150]
- ولاية أوريغون: أعلنت الحاكمة كيث براون إغلاق المدارس للصفوف الدراسية من الصف الأول وحتى الثاني عشر على مستوى الولاية حتى نهاية مارس.[151]
- ولاية بنسلفانيا: أعلن الحاكم وولف أن كل مدارس ولاية بنسلفانيا ستغلق مدة عشر أيام.[152]
- ولاية رود آيلاند: أُكِّدت 20 حالة إصابة.[153]
- ولاية كارولاينا الجنوبية: أعلن الحاكم هنري مكاستر حالة الطوارئ، وأغلق المدارس في مقاطعتي كيرشاو ولانكاستر مدة 14 يومًا بسبب وجود أدلة على انتشار الفيروس في هاتين المقاطعتين.[154]
- ولاية داكوتا الجنوبية: حالة إصابة جديدة في مقاطعة مكوك. أعلن الحاكم كريستي نويم حالة الطوارئ، وأمر بإغلاق كل المدارس ما بين 16 – 20 مارس.[155]
- ولاية فيرجينيا الغربية: على الرغم من عدم وجود أي حالة إصابة بكوفيد-19 في الولاية حتى الآن، أعلن الحاكم جيم جستيس إغلاق المدارس في كل أرجاء الولاية بدءًا من 16 مارس 2020 مدة غير محددة كإجراء احترازي.[156]

في 13 مارس، أفادت رويترز بأن ألمانيا وإيطاليا طلبتا 10,000 و5,000 مروحة وجهاز تنفس اصطناعي على التوالي. طلبت الولايات المتحدة 10,000 جهاز نفس اصطناعي في أواخر مارس، مع عدم توقع وصول الكثير منها حتى الصيف أو الخريف، بعد فوات الأوان لتأثير الذروة المتوقع.

#### 14 مارس
تخطى العدد الكلي للحالات بالولايات المتحدة 2700 حالة. بُلغ عن خمس حالات وفاة إضافية بواسطة القطاعات الصحية للولايات: ثلاثة في ولاية واشنطن، وواحدة في فلوريدا، وأخرى في لويزيانا. وعلاوةً على ذلك، بُلغ عن حالة الوفاة الأولى بنيويورك في وسائل الإعلام وأعلن حاكم ولاية نيو جيرسي عن حالة الوفاة الثانية بالولاية عبر موقع تويتر. جعل هذا العدد الكلي للوفيات المُعلنة في ذاك اليوم يرتفع إلى سبع وفيات.
- ولاية كارولاينا الشمالية: أُمرت جميع المدارس بالإغلاق لمدة أسبوعين،[159] وأصدر الحاكم روي كوبر أيضًا أمرًا تنفيذيًا بحظر التجمعات العامة.[160]
- ولاية أوهايو: أوصى كل من حاكم الولاية ديواين ومديرة القطاع الصحي بالولاية إيمي أكتون، بأن يؤجل المقيمون بالولاية جراحاتهم الاختيارية.[161]
- ولاية أوكلاهوما: التقط حاكم الولاية كيفين ستيت صورةً ذاتيةً مع عائلته بمطعم مزدحم. وغرد ستيت على الصورة: «المكان مزدحم الليلة!» وانتُقد ستيت على وسائل التواصل الاجتماعي لتجاهله التباعد الاجتماعي. حذف ستيت التغريدة في استجابة منه لرد فعل الجمهور العنيف.[162]
- ولاية فرجينيا: أعلن الحاكم رالف نورثام عن أول حالة وفاة بالولاية بسبب فيروس كورونا المستجد.[163]

#### 15 مارس
في يوم 15 مارس، أصدرت مراكز السيطرة على الأمراض والوقاية منها (CDC) توجيهًا يوصي بتجنب جميع التجمعات التي تضم 50 شخصًا أو أكثر لمدة ثمانية أسابيع.
- ولاية ألاباما: حصر قطاع الصحة العامة بولاية ألاباما 22 حالةً لفيروس كورونا المستجد: 12 حالةً بمقاطعة جيفيرسون، وثلاث حالات بمقاطعة توسكالوسا، وحالتان بمقاطعة شيلبي، وحالة بالمقاطعات بالدوين، وإلمور، ولي، وليمستون، ومونتغمري.[165]
- ولاية كونيتيكت: أُمرت جميع المدارس بالإغلاق بعد يوم 16 مارس وحتى يوم 31 مارس على الأقل.[166][167]
- ولاية إلينوي: أعلن حاكم الولاية جاي روبرت بريتزكر أن الولاية ستمنع المطاعم والبارات من استقبال الزبائن لتناول الطعام والمشروبات.[168]
- ولاية مين: صرحت الحاكمة ميلس بحالة الطوارئ مع تأكيد سبع حالات للفيروس بالولاية.[169]
- ولاية مينيسوتا: كان يوجد بالولاية 35 حالةً مؤكدةً للفيروس آنذاك مع ثلاث حالات انتقال للمرض على الأقل بين شخص وشخص آخر بالولاية. أغلق الحاكم والز جميع المدارس بدءًا من يوم 16 مارس حتى يوم 27 مارس على الأقل. وسيستمر تقديم الوجبات وخدمات الصحة النفسية للطلاب ذوي الحاجة خلال فترة هذا الإغلاق. وستظل المدارس مفتوحةً، بأمر من الحاكم، لأطفال العاملين بمجال الرعاية الصحية والطوارئ في سن الدراسة الابتدائية.[170] سيستغل المعلمون هذه الفترة في التخطيط لإمكانية التدريس للطلاب عن بعد لمدة قد تمتد لأسابيع.[171][172]
- ولاية نيو هامشاير: أمر الحاكم سونونو بانتقال جميع المدارس العامة بالمراحل من رياض الأطفال حتى الصف الثاني عشر (K-12) إلى التعليم عن بعد بدءًا من يوم الإثنين الموافق 16 مارس حتى يوم 3 أبريل عام 2020، وطلب ببداية التعليم عن بُعد من يوم 23 مارس عام 2020.[173]
- ولاية كارولاينا الشمالية: صرحت مقاطعة مكلينبرغ التي تضم مدينة شارلوت بحالة الطوارئ بالمقاطعة بعد اكتشاف حالتين إضافيتين بالمقاطعة ليرتفع العدد الكلي للحالات بالمقاطعة إلى أربع حالات، وبالولاية إلى 33 حالةً.[174]
- ولاية داكوتا الشمالية: أمر الحاكم بورغوم بإغلاق جميع المدارس من يوم 16 مارس حتى 20 مارس. أُكد أن مختبر الولاية كان قد أجرى اختبار الفيروس على 112 فردًا مع وجود حالةً واحدةً إيجابيةً سبق وأن سافرت.[175]
- ولاية نيويورك: أعلن عمدة مدينة نيويورك دي بلازيو أن المدارس العامة بمدينة نيويورك، وهو أكبر نظام للمدارس العامة في البلاد، ستغلق بدءًا من يوم الإثنين الموافق 16 مارس. وسيستمر الإغلاق حتى يوم 20 أبريل على الأقل.[176]
- ولاية أوهايو: أمر الحاكم ديواين بإغلاق كافة المطاعم والبارات بدءًا من الساعة التاسعة مساءً. يمكن لهذه المؤسسات أن تقدم خدمات تسليم الطلبات والتوصيل إلى المنازل.[168]
- ولاية أوكلاهوما: صرح الحاكم ستيت بحالة الطوارئ.[177]
- إقليم بورتوريكو: أصدرت الحاكمة واندا فازكيز غارسيد حظر تجوال على مستوى الجزر حتى يوم 20 مارس، وأغلقت كافة الأعمال التجارية باستثناء أعمال بيع الطعام، والدواء، والمؤسسات المصرفية.[178]
- ولاية كارولاينا الجنوبية: أعلن الحاكم ماكماستر عن إغلاق للمدارس يبدأ من يوم 16 مارس.[179] صرحت مدينة ميرتل بيتش بحالة الطوارئ وأغلقت مرافق المدينة التي كانت مفتوحةً للعامة في العادة، بما يشمل مكتبة المدينة ومراكز الترفيه.[180] أُكدت إصابة تسع حالات جديدة بالولاية، ليرتفع العدد الكلي بها إلى 28 حالةً.[181]

#### 16 مارس
أصدر الرئيس ترامب إرشادات جديدةً ليحث الناس على تجنب التجمعات التي تزيد عن عشرة أشخاص وللحد من السفر غير الضروري. لم يعلن ترامب الحجر الصحي أو حظر التجوال، ولكنه صرح أن هذه القيود يمكن أن تظل ساريةً حتى شهر يوليو أو أغسطس. أقر ترامب بأن الدولة الأمريكية يمكن أن تكون في طريقها إلى حالة من الركود الاقتصادي. وتراجع سوق الأسهم مرةً أخرى، بالرغم من خفض البنك الاحتياطي الفيدرالي لأسعار الفائدة في اليوم السابق لهذا التراجع.

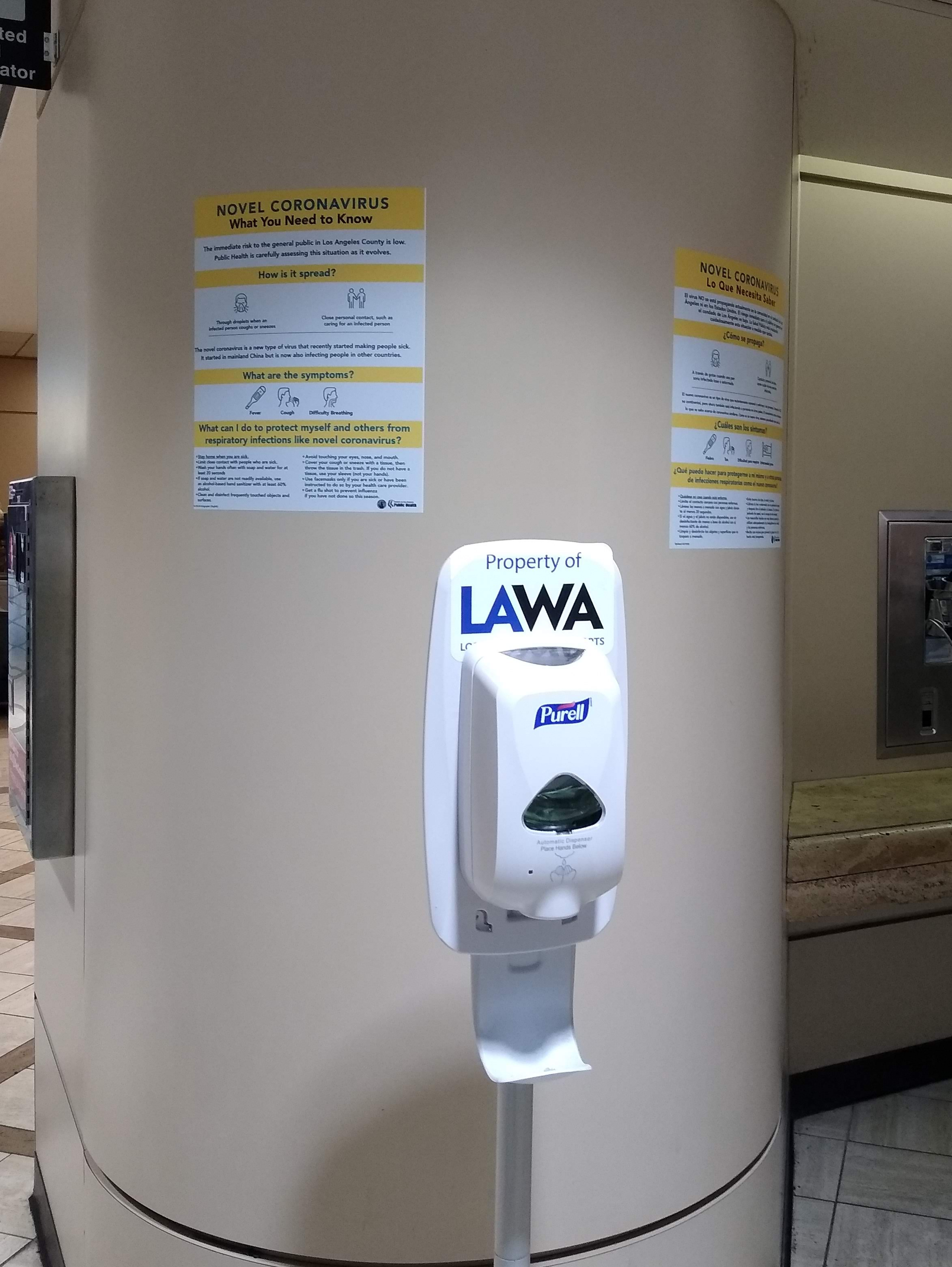
مُطهر لليدين ولافتات حول مرض كوفيد-19 في مطار لوس أنجلوس الدولي

- ولاية كولورادو: أعلنت كولورادو عن 29 حالةً إيجابيةً جديدةً لمرض كوفيد 19، ليرتفع العدد الكلي للحالات بالولاية إلى 160 حالةً. أمر هانكوك عمدة مدينة دنفر بإغلاق مُطهر لليدين ولافتات حول مرض كوفيد-19 في مطار لوس أنجلوس الدوليجميع المطاعم والبارات بدءًا من الساعة الثامنة صباح يوم 17 مارس، باستثناء تقديم خدمات تسليم الطلبات والتوصيل إلى المنازل، وحظر هانكوك أيضًا التجمعات التي تضم أكثر من 50 شخصًا بالمدينة.[183] مد الحاكم بوليس الإغلاقات من خلال إصدار أمر إغلاق على مستوى الولاية لخدمات استضافة الزبائن لتناول الطعام. أمر بوليس أيضًا بغلق قاعات التمرين، ونوادي القمار، والمسارح.[184]
- قطاع كولومبيا: أجلت المحكمة العليا للولايات المتحدة المرافعات الشفهية المُخطط لها أن تنعقد في أواخر شهر مارس وفي يوم 1 أبريل. اتُخذت احتياطات مشابهة في عام 1918 استجابةً لتفشي الإنفلونزا الإسبانية، وفي عامي 1798 و1793 استجابةً لتفشي الحمى الصفراء. بُلغ عن 18 حالةً جديدةً لفيروس كورونا المستجد في قطاع كولومبيا.[185]

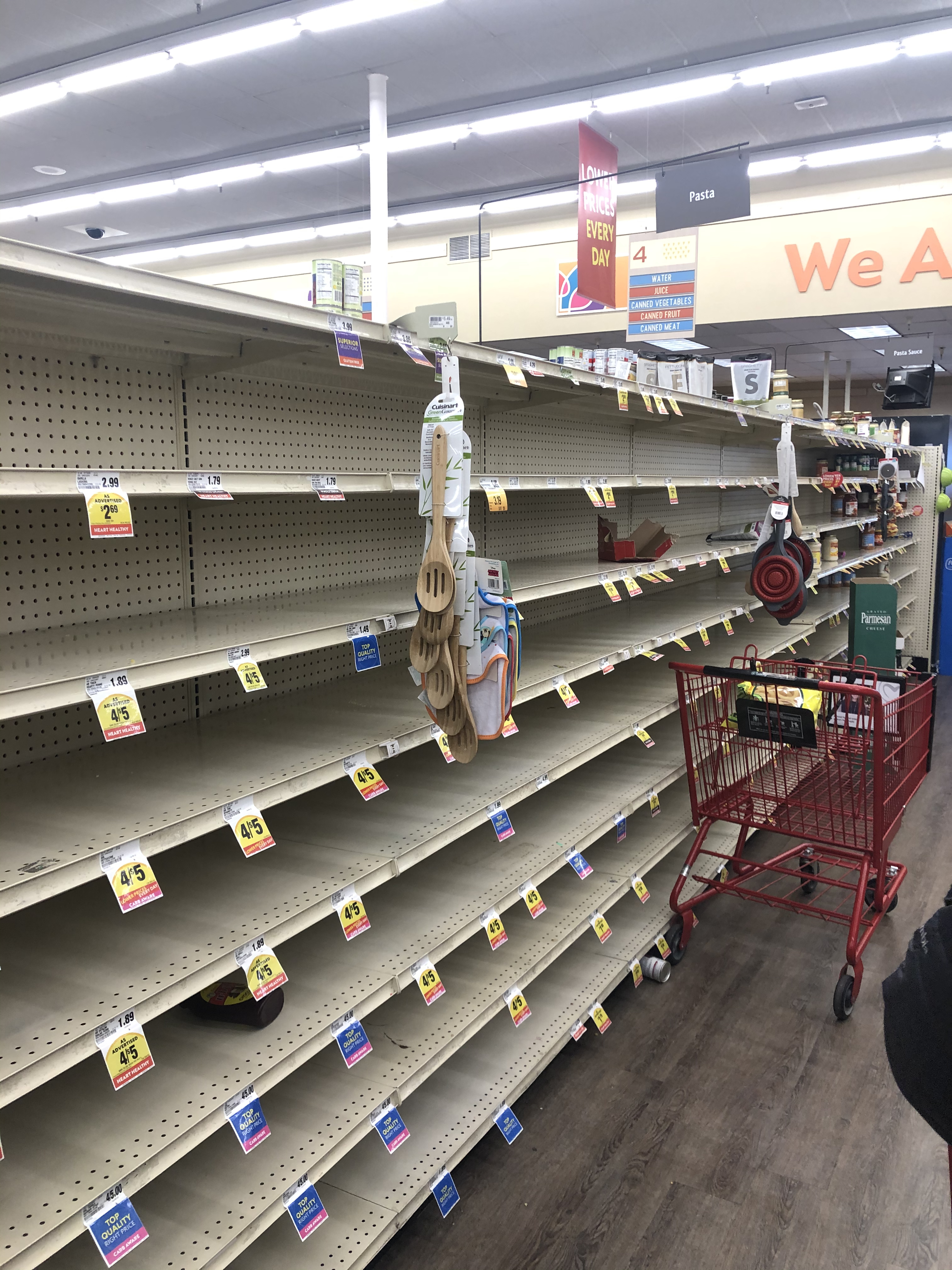

- ولاية كاليفورنيا: بحلول الساعة 12:01 صباحًا يوم الإثنين الموافق 16 مارس، أمر عمدة مدينة لوس أنجلوس إريك غارسيتي بإغلاق جميع البارات ودور العرض، وقاعات التمرين، ومراكز اللياقة البدنية، وستقتصر المطاعم على تقديم خدمات تسليم الطعام والتوصيل إلى المنازل فقط.[186]ولاية مينيسوتا: تُعلن العديد من العيادات، بما يشمل عيادات مايو وعيادات إم هيلث فيرفيو، عن عدد حالات الاختبار الإيجابية فقط،[187][188] ولا تعلن عن العدد الكلي للاختبارات. تضمنت المقاطعات المتأثرة بالجائحة حتى هذا اليوم مقاطعة أنوكا، وبينتون، وبلو إرث، وكارفر، وداكوتا، وهينيبين، وأولمستيد، ورامسي، ورينفيل، وستيارنز، وشيربورني، وواسيكا، وواشنطن (مينيسوتا)، ورايت. أمر الحاكم والز بإغلاق الأماكن العامة، بما يشمل جميع المطاعم، والبارات، والمقاهي، وقاعات التمرين، والمسارح، ومصانع الجعة، ومنتجعات التزلج، وأماكن عامة أخرى حتى يوم 27 مارس على الأقل. ستُمنع البارات والمطاعم بالولاية فقط من تقديم خدمات استقبال الزبائن لتناول المشروبات والطعام؛ وسُمح لهذه المؤسسات أن تستمر في خدمة الزبائن من خلال توصيل الطلبات إلى المنازل. وصرح الحاكم أن هذا الأمر يمكن أن يُمد.[189]
- ولاية أوهايو: يوجد بالولاية 50 حالةً مؤكدةً لكوفيد 19. أُمر بإغلاق صالات البولينغ،[190] ومراكز اللياقة البدنية، وقاعات التمرين، ودور العرض، ومراكز الترفيه العامة، وحدائق المِنطات، والمتنزهات المائية، بالإضافة إلى حظر التجمعات التي تضم أكثر من 50 شخصًا. أعلن الحاكم ديواين عن إلغاء الانتخابات الرئاسية التمهيدية،[134] والتي كان مخطط لها أن تُقام في اليوم التالي آنذاك بناءً على أوامر من مديرة القطاع الصحي بالولاية إيمي أكتون.[191]
- ولاية أوكلاهوما: أُكدت إصابة عشر حالات بفيروس كورونا المستجد؛ صرح الحاكم ستيت بحالة الطوارئ.[192][193]
- ولاية أوريغون: أصدر الحاكم براون، بالإضافة إلى مسؤولي الصحة العامة، أوامر رسميةً تحظر جميع التجمعات العامة التي تضم أكثر من 25 شخصًا وتُلزم المطاعم بتقديم خدمات تسليم الطعام والتوصيل إلى المنازل فقط. استُثني من هذا الأمر الأعمال التجارية الأساسية فقط، مثل محلات البقالة، والصيدليات، ومحلات تجارة التجزئة، وأماكن العمل.[194]
- ولاية بنسلفانيا: مد الحاكم وولف نطاق الإغلاق ليشمل الولاية بأكملها. كان الأمر في البداية شاملًا المقاطعات الأربع الجنوبية الشرقية بالولاية والموجودة خارج مدينة فيلادلفيا.[195]
- ولاية فيرمونت: بدأت المدارس العامة في الانتقال إلى نظام يجعل حضور الطلاب اختياريًا في يوم الإثنين الموافق 16 مارس، والثلاثاء الموافق 17 مارس، ولكن كان الحضور مطلوبًا من هيئة التدريس والعاملين بالمدرسة للمساعدة في عملية إغلاق منظمة، مع إعادة فتح المدارس في يوم 7 أبريل بشكل مبدئي. كانت الخطط توضع لاستمرار تقديم خدمات ذوي الاحتياجات الخاصة والوجبات للطلاب المعتمدين عليها.[196]
- ولاية تكساس: وقعت أول حالة وفاة بسبب فيروس كورونا المستجد بالولاية في مقاطعة ماتاغوردا.[197]
- ولاية واشنطن: أعلنت شركة بوينغ عن خططها لبناء طائرات وأنها ستعزز من إجراءات التنظيف في أماكن العمل، والمناطق المشتركة، والأسطح متكررة اللمس في مصانع التجميع الخاصة بها. يوجد مصنع للشركة أيضًا في ولاية كارولاينا الجنوبية.[198]

#### 17 مارس

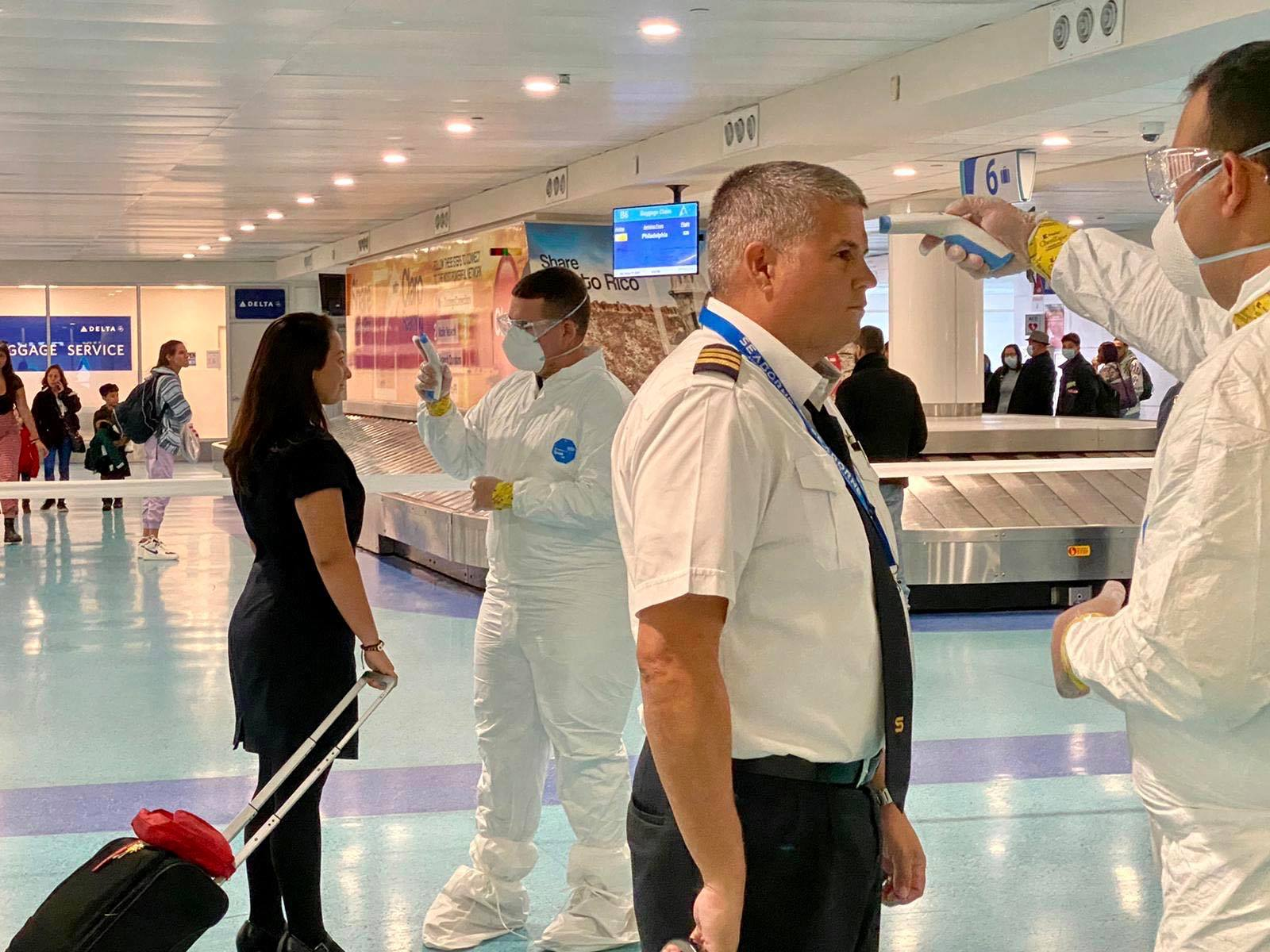
فحص درجة الحرارة للأشخاص الوافدين إلى بورتوريكو بمطار لويس مارين مونيوز الدولي

أصيب حتى هذا اليوم 5145 شخصًا بالولايات المتحدة؛ وتوفي منهم 91 شخصًا على الأقل. فصلت هيئة السلام 7300 متطوع في 61 دولةً.
- ولاية ألاباما: بلغ العدد الكلي للحالات بالولاية 39 حالةً، وتوجد أغلب هذه الحالات في مقاطعة جيفيرسون بواقع 21 حالةً.[201]
- ولاية ألاسكا: أكدت ألاسكا ثلاث حالات جديدة، ليرتفع العدد الكلي للحالات بالولاية إلى ست حالات. حظرت حكومة ألاسكا خدمات استقبال الزبائن لتناول الطعام.[202][203]
- ولاية أركنسا: أبلغت أركنسا أنه، ولأول مرة منذ أسبوع، لا توجد أي حالات جديدة بالولاية.[204]
- ولاية كاليفورنيا: خضعت المقاطعات سان فراسيسكو، ومارين، وسانتا كلارا، وسانتا كروز، وسانتا ماتيو، وكونترا كوستا، وألاميدا، والتي يصل تعداد السكان فيها جميعًا إلى سبعة ملايين شخص، إلى أمر إلزامي «بالبقاء في المنزل» بدءًا من الساعة 12:01 صباحًا يوم الثلاثاء الموافق 17 مارس.[205][206]
- ولاية فلوريدا: أعلن حاكم الولاية عن اكتشاف 24 حالةً جديدةً ليصل العدد الكلي للحالات بالولاية إلى 216 حالةً. أمر الحاكم أيضًا الأعمال التجارية التي تبيع المشروبات الكحولية أن تقلل من عدد الزبائن بها إلى النصف، وأن تقتصر الحفلات التي تنظمها في الشواطئ على عشرة أشخاص فقط بكل مجموعة.[207]
- ولاية كانزاس: أمرت الحاكمة لورا كيلي بإغلاق جميع مدارس المراحل التعليمية من رياض الأطفال إلى الصف الثاني عشر حتى نهاية السنة المدرسية.[208]
- ولاية إلينوي: أعلنت الولاية عن أول حالة وفاة بها مع تسجيل 55 حالة إصابة جديدةً، بما يشمل 22 حالةً في دار تمريض بمنطقة ويلوبروك السكنية بمقاطعة دوبيج. يبلغ العدد الكلي للحالات بالولاية الآن 166 حالةً.[209] كان الحضور منخفضًا في الانتخابات التمهيدية للحزب الديمقراطي بولاية إلينوي لعام 2020، ولكن حطمت مدينة شيكاغو بالولاية الرقم القياسي لأعداد المصوتين عبر البريد منذ عصر الحرب العالمية الثانية.[210]
- ولاية ماريلند: أجلت ولاية ماريلند كافة الانتخابات التمهيدية بالولاية حتى يوم 2 يونيو لتقليل خطر الإصابة بفيروس كورونا المستجد بين مواطنيها.[211]
- ولاية مينيسوتا: أعلن القطاع الصحي لولاية مينيسوتا أن إجراء اختبار الفيروس سيكون مقتصرًا على من هم بالمستشفى فقط، بالإضافة إلى المرضى ممن يعملون في قطاع الرعاية الصحية، ومن يقيمون بمراكز الرعاية طويلة الأمد؛ نظرًا للنقص العام للمواد اللازمة لهذا الاختبار. ستظل هذه القيود قائمةً حتى تحصل الولاية على عُدد اختبار إضافية.[212]
- ولاية كارولاينا الشمالية: أعلنت الولاية عن وجود 65 حالةً مؤكدةً لفيروس كورونا المستجد بها.[213] أعلنت الولاية أيضًا أنها كانت قد أجرت 1100 اختبار.[214]
- ولاية أوهايو: يوجد بالولاية 67 حالةً مؤكدةً.[215] أمر الحاكم ديواين بتأجيل الجراحات الاختيارية.
- ولاية بنسلفانيا: أُمر بإغلاق جميع متاجر المشروبات الكحولية حتى أجل غير مسمى.[216]
- ولاية كارولاينا الجنوبية: أصدر الحاكم ماكماستر أمرًا تنفيذيًا يوجه بالإغلاق الإلزامي لخدمات استقبال الزبائن لتناول الطعام والمشروبات في المطاعم والبارات ومنع التجمعات التي تزيد عن 50 شخصًا. يوجد بالولاية أيضًا 47 حالةً.[217]
- ولاية أوريغون: مد الحاكم فترة إغلاق المدارس حتى يوم 28 أبريل.[218]
- ولاية داكوتا الجنوبية: مُدت فترة إغلاق مدارس المراحل الدراسية من رياض الأطفال حتى الصف الثاني عشر لمدة أسبوع إضافي. حُدد موعد استئناف المدارس في يوم 30 مارس.[219]
- ولاية تكساس: بُلغ عن حالة الوفاة الثانية بالولاية. وكان مواطنًا مقيمًا بمجمع المتقاعدين السكني بمدينة أرلنغتون، وتوفي يوم الأحد الموافق 15 مارس.[220]
- ولاية فرجينيا: أعلن الحاكم نورثام عن حظر التجمعات التي تزيد عن عشرة أشخاص. بُلغ عن 15 حالةً جديدةً، ليرتفع العدد الكلي للحالات بالولاية إلى 67 حالةً.[221]
- ولاية فرجينيا الغربية: أكدت الولاية إصابة حالتها الأولى؛ لتصبح بذلك آخر الولايات الأمريكية التي تؤكد إصابة أول حالة بها.[222]

حتى يوم 17 مارس، أوضحت قوائم السفن، الموجودة في هيئة الجمارك وحماية الحدود بالولايات المتحدة، تدفقًا ثابتًا في المعدات الطبية الخاصة بالتعامل مع فيروس كورونا المستجد، والتي تُصدَّر من الولايات المتحدة إلى الخارج. وفي الوقت نفسه، صرحت الوكالة الفيدرالية لإدارة الطوارئ (FEMA) أن الوكالة «لم تشجع أو تثبط الشركات الأمريكية من التصدير للخارج»، وأنها طلبت من الوكالة الأمريكية للتنمية الدولية (USAID) إرسال مخزونها من المعدات الوقائية المخزنة في مستودعاتها لتستخدم في الولايات المتحدة.
أخبر الرئيس ترامب الصحفيين: «إنها جائحة، شعرت أنها كانت جائحةً قبل أن تُوصف بذلك بوقت طويل».

#### 18 مارس

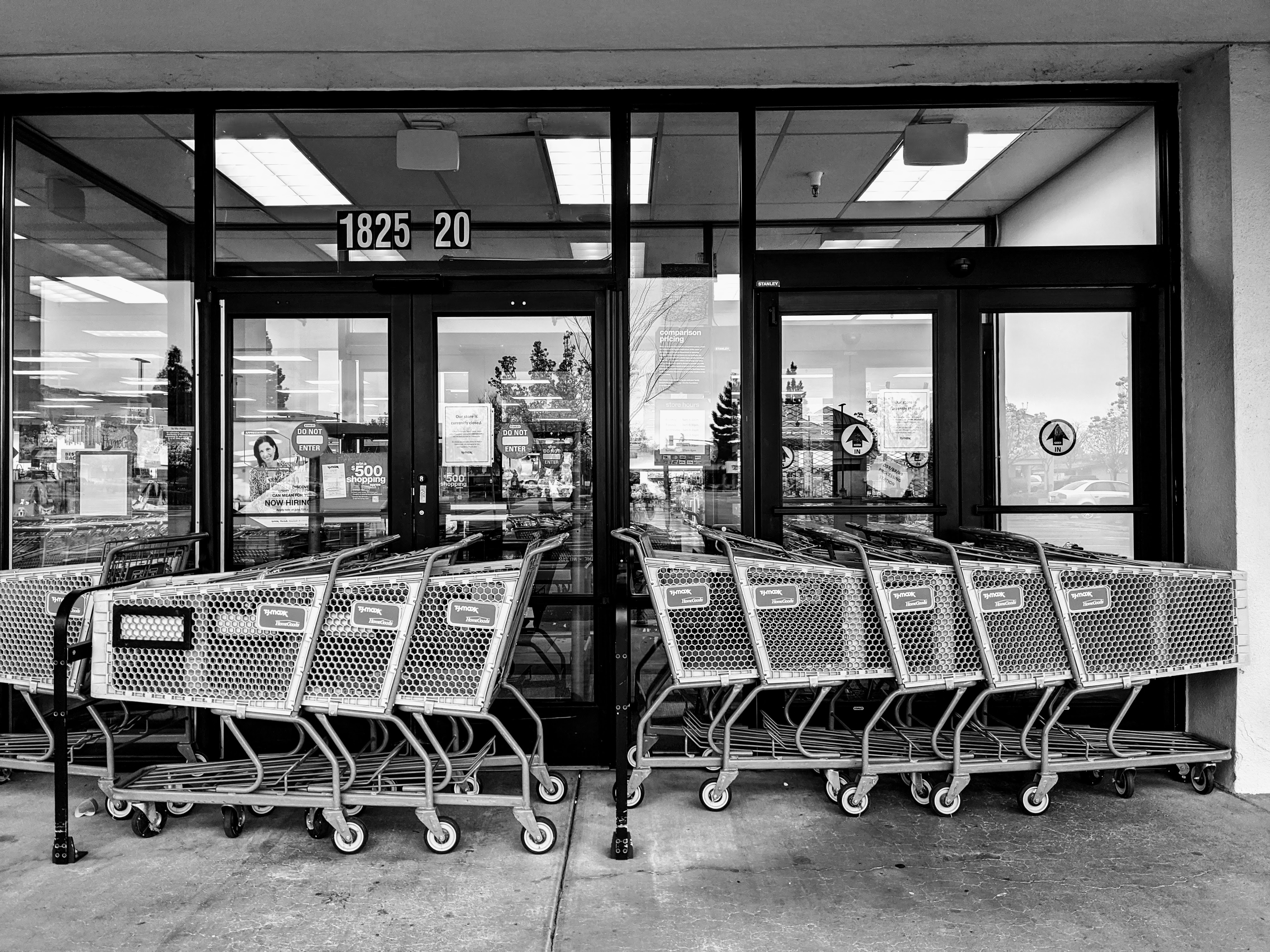
إغلاق أبواب أحد المتاجر باستخدام عربات التسوق في سان خوسيه، كاليفورنيا

- فلوريدا: ثبتت إصابة عضو الكونغرس الأمريكي ماريو دياز بالارت، ليصبح من أوائل حالات كوفيد-19 بين أعضاء الكونغرس.[225] انطلق آلاف المواطنين إلى شواطئ فلوريدا لقضاء عطلة الربيع متجاهلين التحذيرات حول الالتزام بالتباعد الاجتماعي. صوّت مجلس مدينة كليرووتر لصالح إغلاق شاطئ كليرووتر لمدة أسبوعين، بدءًا من الساعة السادسة من صباح يوم 23 مارس. بلغ عدد حالات فيروس كورونا في فلوريدا 328 شخصًا من سكان الولاية وزوارها.[226]
- كنتاكي: ثبتت إصابة زوجة رئيس بلدية لويزفيل، غريغ فيشر، بفيروس كورونا.[227]
- لويزيانا: استضاف القس توني سبيل من كنيسة الحياة التابعة لأبرشية إيست باتون روغ مئات المواطنين ضمن قداس الكنيسة في تحدٍ صريح للحظر الذي فرضه الحاكم الديموقراطي جون بيل إدواردز على التجمعات التي تضم أكثر من 50 شخصًا[228]
- ماريلاند: سجلت الولاية 22 إصابةً أخرى بفيروس كورونا، ليصبح عدد الحالات الإجمالي 63 حالةً.[229]
- ميشيغان: سجلت تقارير الولاية أول وفاة بفيروس كورونا؛ رجل في الخمسينات من عمره عانى أمراضًا مستبطنة.[230] أعلنت الولاية أيضًا وقوع 30 إصابةً مؤكدةً أخرى، ليصل العدد الإجمالي إلى 110.[231]
- مينيسوتا: انتقد الحاكم والز الاستجابة الفيدرالية ضد تفشي الفيروس، مع وجود ما يقارب 1700 عينة مجمدةً في انتظار اختبارها في الولاية، بسبب الافتقار إلى المنشآت الصحية اللازمة لإجراء الاختبار. أظهرت سجلات الولاية 77 اختبارًا موجبًا من بين 2762 اختبارًا على أقل تقدير.[232]
- مونتانا: أعلن الحاكم ستيف بولوك عن حالتين إضافيتين في مقاطعة غالاتين، ليصل عدد الإصابات المؤكدة الإجمالي إلى 12 في مونتانا.[233]
- كارولاينا الشمالية: شهدت الولاية ارتفاعًا حادًا في عدد الحالات، ليبلغ 81 حالةً.[234]
- أوهايو: ضمّت الولاية 88 حالةً مؤكدةً ضمن مقاطعاتها التسعة عشرة، من بينها 26 حالةً استدعت دخول المستشفى.[235] أعلن الحاكم ديواين إغلاق 181 مكتبًا تابعًا لقسم المواصلات حتى إشعار آخر، مع بقاء خمسة مكاتب ضمن إطار العمل لمعالجة طلبات الحصول على رخص القيادة التجارية وتجديدها، وتمديد فترة الإعفاء للأشخاص الذين انتهت صلاحية رخصهم. يُذكر أيضًا إغلاق صالونات الحلاقة وصالونات الوشم.[236] طُلب من الشركات التي استمرت بالعمل قياس درجات حرارة موظفيها كل يوم قبل السماح لهم بالدخول، إلى جانب إرسال الموظفين المرضى إلى منازلهم.[237] أعلن العمدة أندرو غينثر حالة الطوارئ في كولومبوس، أوهايو.[238]
- أوريغون: أصدر الحاكم براون أمرًا تنفيذيًا يقضي بتمديد إغلاق المدارس بمختلف مراحلها من رياض الأطفال وصولًا إلى الصف الثاني عشر حتى تاريخ 28 أبريل.[239]
- بنسلفانيا: أعلنت الولاية وقوع أولى الوفيات في مقاطعة نورثهامبتون في أعقاب تسجيل 37 حالةً جديدةً، ليصل مجموع الإصابات إلى 133 حالة.[240][241]
- كارولاينا الجنوبية: أكدت الولاية تسجيل المزيد من حالات كوفيد-19، التي بلغ مجموعها 60 حالة.[242]
- يوتا: أثبت اختبار كوفيد-19 إصابة عضو الكونغرس الأمريكي بن ماك آدمز بفيروس كورونا.[243]

#### 19 مارس
وقّع ثلاثة آلاف طبيب وعامل في القطاع الطبي رسالةً يطلبون فيها من وكالة إنفاذ قوانين الهجرة والجمارك في الولايات المتحدة (آي سي إي) الإفراج عن الأفراد والأسر المحتجزين بسبب انتهاكات قوانين الهجرة، مشيرين إلى دور البيئات المكتظة في نشر الفيروس.
- كاليفورنيا: أمرت الولاية بإغلاق جميع المتاحف ومراكز التسوق وجميع المنشآت غير الضرورية اعتبارًا من الساعة 11:59 من مساء يوم 20 مارس.[245] صدر أمر آخر ببقاء جميع الكاليفورنيين البالغ عددهم 40 مليون نسمة في منازلهم. تجاوز عدد إصابات الولاية 900 إصابة من سكانها، إضافةً إلى وقوع 19 وفاة.[246] درست أكاديمية فنون وعلوم الصور المتحركة تغيير معاييرها فيما يتعلق بترشيحات حفل توزيع جوائز الأوسكار 2021 بسبب إغلاق العديد من دور السينما.[247]
- هاواي: مُنعت سفينتان سياحيتان من الرسو في هاواي رغم عدم وجود أي حالات كوفيد-19 على متنهما.[248]
- ماساتشوستس: ذكرت جمعية ماساتشوستس الطبية وجود نقص حاد في المعدات الطبية الوقائية في الولاية.[249]
- ميشيغان: أكدت التقارير الصادرة عن الولاية وفاة شخصين آخرين بسبب فيروس كورونا،[250] مع ارتفاع عدد الحالات الإجمالي في الولاية إلى 334 حالة، بعد زيادة 254 حالة عن اليوم السابق. برّر المسؤولون هذا الارتفاع بزيادة عدد الاختبارات التي أجرتها الولاية.[251]
- كارولاينا الشمالية: أكدت الولاية ظهور أول حالة كوفيد-19 ناجمة عن انتقال مجتمعي.[252] ارتفع عدد الحالات في ولاية كارولاينا الشمالية إلى 134 حالةً.[253] تحدثت منظمة بروببليكا عن استغلال السيناتور الجمهوري ريتشارد بور رئاسته للجنة الاستخبارات في مجلس الشيوخ لتضليل العامة فيما يتعلق بكوفيد-19، إذ كسب لنفسه ما يتراوح بين 582,029 دولارًا و1.56 مليون دولار عبر بيع الأسهم قبل أيام من انهيار السوق. أوقفت الشرطة في مقاطعة جيلفورد في ولاية كارولاينا الشمالية شاحنةً محملةً بتسعة أطنان من ورق التواليت المسروق.[254][255][256]
- أوهايو: بلغ عدد الحالات في الولاية 119 حالة كوفيد-19، تضمنت 33 حالة تطلبت الدخول إلى المستشفى.[257] وقّع الحاكم ديوين بيانًا نصّ على تجنيد 300 فرد من الحرس الوطني في أوهايو للمساعدة في الجهود الإنسانية المبذولة للتصدي لفيروس كورونا.[258]
- بنسلفانيا: أعلنت وزارة التعليم في الولاية إلغاء جميع عمليات التقييم على مستوى الولاية للفترة المتبقية من العام الدراسي 2019-2020. يُذكر وجود 196 إصابة بفيروس كورونا حينها.[259][260] أمر الحاكم وولف بإغلاق «الشركات غير الأساسية» على مستوى الولاية بحلول الساعة 8:00 مساءً، مع سريان مفعول الأمر بدءًا من الساعة 12:01 من صباح السبت 21 مارس.[261]
- كارولاينا الجنوبية: أصدر الحاكم ماكماستر أمرًا تنفيذيًا جديدًا يقضي ببقاء جميع موظفي الشركات غير الضرورية في المنزل. جرى تشجيع الجامعات الحكومية على استكمال الفصل الدراسي عبر الإنترنت. بلغ عدد الحالات المؤكدة 81 حالةً في الولاية.[262][263]
- فرجينيا: طلب مسؤولو الولاية من قوات إنفاذ القانون تفادي اعتقال المخالفين قدر الإمكان، إلى جانب طلبهم من القضاة النظر في إصدار عقوبات بديلة عن عقوبة السجن.[264] سجلت تقارير الولاية 24 حالة كوفيد-19 إضافية، ليصل العدد الإجمالي إلى 101.

#### 20 مارس
بلغ عدد الإصابات المؤكدة على مستوى الولايات المتحدة 19,285 إصابة، إلى جانب وصول عدد الوفيات إلى 249 وفاة.
- كاليفورنيا: وعد عمدة لوس أنجلوس إريك جيرسيتي بعدم سجن أحد لانتهاكه أمر الإقامة الإلزامية في المنزل الذي دخل حيز التنفيذ في منتصف الليل، خاصةً مع اعتبار الهدف الرئيسي من الأمر إجبار الشركات غير الملتزمة بتعليمات البقاء في المنزل.[266] صُنّفت مستوصفات القنب على أنها منشآت «أساسية».[267]
- إلينوي: أصدر الحاكم بريتزكر أمر الإقامة الإلزامية في المنزل، مع سريان مفعوله بدءًا من 21 مارس حتى 7 أبريل، وإمكانية استمراره لفترة أطول.[268]
- نيويورك: أصدر الحاكم كومو أمرًا على مستوى الولاية يقتضي بقاء جميع عمال الشركات غير الضرورية في منازلهم، مشيرًا إلى ارتفاع عدد حالات كوفيد-19 في الولاية من صفر في 4 مارس إلى أكثر من 2900 حالة.[269] في اليوم نفسه، تجاوزت حالات كوفيد-19 في نيويورك 7000 حالة.[270]
- ميشيغان: أعلنت الولاية عن 225 إصابةً جديدةً بفيروس كورونا، ليصل عدد الحالات الإجمالي فيها إلى 549 حالةً.[271] ذكرت التقارير وفاةً رابعةً بفيروس كورونا: رجل في الخمسينات من عمره من مقاطعة أوكلاند عانى أمراضًا مستبطنة.[272]
- ولاية كارولاينا الشمالية: وضعت الولاية حرسها الوطني في الخدمة للمساعدة في الجانب اللوجستي ونقل الإمدادات الطبية، إذ أفادت بوجود 179 حالة.[273]
- أوهايو: أعلنت الولاية أول وفياتها بفيروس كورونا: مارك واغونر الأب، محام بلغ من العمر 76 عامًا من مقاطعة لوكاس في منطقة توليدو.[274] وصل عدد الحالات في الولاية إلى 169 حالة. أعلن محافظ ديواين إغلاق دور العجزة ومراكز الرعاية النهارية.[275]
- تينيسي: تأكد شفاء 15 حالةً في ناشفيل،[276] وأكدت وزارة الصحة وفاة الولاية الأولى بفيروس كورونا.[277]
- تكساس: وافق قسيس في إحدى كنائس دالاس الضخمة، روبرت جيفرس، على تقديم خدمات الأحد الدينية عبر الإنترنت.[278]
- فرجينيا: وضع الحاكم نورثام حرس فيرجينيا الوطني في الخدمة. أعلنت الولاية 114 إصابة كوفيد-19 مع دخول 20 حالة منها إلى المستشفى.[279]

#### 21 مارس
- كانت نتائج اختبارات كوفيد-19 التي أجراها نائب الرئيس مايك بنس وزوجته سالبةً.[280]
- فلوريدا: بدأ الحاكم ديسانتيس بدراسة تطبيق إستراتيجية جديدة لوضع مرضى كوفيد-19 الإيجابيين في ملاجئ لعزلهم مثل قاعات المؤتمرات والفنادق الفارغة بدلًا من إعادة المرضى إلى منازلهم لتجنب نقل العدوى إلى أفراد أسرهم. وصلت عدد الحالات في فلوريدا إلى 763 حالةً إيجابيةً مفترضة.[281]
- ميشيغان: أُبلغ عن أربع وفيات أخرى بسبب فيروس كورونا، ليصل عدد الوفيات الإجمالي في الولاية إلى 8 وفيات،[282] إلى جانب ارتفاع إجمالي عدد الإصابات إلى 807.[283]
- مينيسوتا: أكدت الولاية الوفاة الأولى بسبب الفيروس: مريض من مقاطعة رامسي في الثمانينات من عمره، كان قد أصيب بالفيروس إثر مخالطته حالةً مؤكدةً.[284]
- أوهايو: بلغ عدد الحالات في الولاية 247 حالةً مؤكدةً. أُغلقت مراكز الرعاية النهارية الخاصة بذوي الإعاقات النمائية ما لم تُخفّض عدد مرضاها إلى 10 أشخاص أو أقل.[285]
- ولاية كارولاينا الشمالية: زاد عدد الحالات في الولاية إلى 273. بدأت مستشفيات الولاية بالحد من زيارات المرضى.[286]
- كارولينا الجنوبية: أمر الحاكم ماكماستر سلطات إنفاذ القانون المحلية بتفريق الحشود المتجمعة على شواطئ الولاية. زاد عدد الحالات الإجمالي إلى 173.[287]
- تينيسي: توفي شقيق نائبة حاكم ولاية مينيسوتا بيغي فلاناغان في ناشفيل، ليصبح ثاني الوفيات المؤكدة في الولاية بسبب فيروس كورونا.[288]
- فرجينيا: أكدت الولاية وصول عدد الحالات فيها إلى 158 حالةً.[289]

كتب الرئيس ترامب على موقع تويتر متحدثًا عن علاجات محتملة لفيروس كورونا، وذكر عقارَي هيدروكسي كلوروكين وأزيثرومايسين.

#### 22 مارس
بلغ عدد وفيات فيروس كورونا في الولايات المتحدة 326 وفاةً.
- كاليفورنيا: أشار الحاكم نيوسوم إلى ضرورة إعطاء الأولوية عند إجراء اختبارات كوفيد-19 للعاملين في مجال الرعاية الصحية، والمرضى في المستشفيات، وكبار السن، والأشخاص الذين يعانون مشكلات مناعية، وغيرهم من الفئات السكانية الأكثر عرضةً للخطر.[291]
- نيويورك: أوصت السلطات الصحية في الولاية جميع المرافق الصحية بإيقاف إجراء اختبارات كوفيد-19 للمرضى غير المقيمين في المستشفيات، مبررةً توصياتها جزئيًا بنقص معدات الوقاية الشخصية لدى العاملين في مجال الرعاية الصحية.[291] أعلنت الولاية سابقًا بدء إجراء الاختبارات الأولية يوم الثلاثاء 22 مارس لمعرفة مدى فعالية ثلاثة أدوية ضد كوفيد-19. شحنت إدارة الغذاء والدواء الأمريكية (إف دي إيه) 70,000 جرعةً من هيدروكسي كلوروكين، و10000 جرعة من زيثروماكس، و750,000 جرعةً من الكلوروكين إلى الولاية.[292]
- ولاية كارولاينا الشمالية: أعلنت مقاطعة مكلنبورغ تغطية تكاليف الإقامة لمدة أسبوع واحد في الفنادق والموتيلات لمنع المستأجرين من الإخلاء.[293] أكدت الولاية أيضًا وصول عدد الحالات إلى 306 حالات، وإجراء 6438 اختبارًا.[294]
- أوهايو: أصدرت وزارة الصحة في ولاية أوهايو أمر الإقامة الإلزامية في المنزل. أُغلقت جميع الفعاليات التجارية غير الأساسية حتى 6 أبريل 2020.[295] بلغ عدد الحالات في الولاية 351 حالةً مؤكدةً، من ضمنها 83 حالةً تطلبت الدخول إلى المستشفيات.[296]
- بنسلفانيا: أعلن مسؤولو مقاطعة مونتغومري أول حالة وفاة معروفة بكوفيد-19 فيها. بلغ إجمالي وفيات كوفيد-19 على مستوى الولاية 3 وفيات.[297]
- واشنطن: وافق الرئيس دونالد ترامب أيضًا على إعلان الطوارئ في واشنطن، وأمر بتقديم مساعدة فيدرالية لدعم الجهود المحلية المبذولة لمكافحة الفيروس التاجي.[298]
- ولاية فرجينيا الغربية: حثّ حاكم الولاية سكان فيرجينيا الغربية على البقاء في منازلهم قدر الإمكان. كُشف عن 12 حالة كوفيد-19 في الولاية.[299]
- ميشيغان: أُبلغ عن وفاة إضافية بفيروس كورونا في الولاية: رجل مسن من مقاطعة واشتيناو عانى أمراضًا مستبطنةً. بلغ إجمالي عدد الوفيات في الولاية حينها تسع وفيات.[300] أكدت التقارير كشف 258 حالةً جديدةً في الولاية، ليصل عدد الحالات الإجمالي إلى 1065 حالة.[301]
- فرجينيا: أعلن الحاكم نورثهام إغلاق مدارس فيرجينيا في الفترة المتبقية من العام الدراسي 2019-2020.[302]

#### 23 مارس
- ميشيغان: بلغ عدد الإصابات الإجمالي 1,328 إصابة مع وقوع 15 وفاة. أصدر الحاكم ويتمان أمر الإقامة الإلزامية في المنزل، مع دخوله حيز التنفيذ في منتصف ليل 24 مارس واستمراره حتى 13 أبريل.[303]
- مينيسوتا: أدلى الحاكم بتصريحات عدة حول استجابة الولاية للفيروس، تضمنت توفير برنامج قروض تجارية صغيرة لصالح 5000 شركة خلال الأسبوع بمبالغ تتراوح بين 2500 دولار و35000 دولار، إلى جانب إيقاف جميع العمليات الجراحية البيطرية الاختيارية، ومراجعة الحاكم ميزانية الاستجابة للفيروس ليطلب مبلغ 365 مليون دولار إضافي.  بلغ عدد الحالات في الولاية 235 حالةً مؤكدةً ووفاةً واحدةً.[304] خضع الحاكم للحجر الصحي بعد إثبات إصابة أحد أعضاء فريقه الأمني بفيروس كورونا، لكنه نفى ظهور أعراض المرض عليه. دخل زوج السناتورة إيمي كلوبوشار إلى المستشفى بسبب إصابته بفيروس كورونا.[305]
- أوهايو: ثبتت إصابة 442 شخصًا في الولاية بكوفيد-19. نُقل 104 أشخاص إلى المستشفى وتوفي ستة مرضى بسبب الفيروس. علّق الحاكم ديواين قرارات التوظيف في جميع المناصب الحكومية في الولاية، باستثناء تلك المعنية بمكافحة الفيروس، إلى جانب إيقاف خدمات العقود. دخل أمر الإقامة الإلزامية في المنزل حيز التنفيذ في الساعة 11:59 مساءً بعد التوقيع عليه في 22 مارس.[306][307]
- أوريغون: أصدر الحاكم براون أمر الإقامة الإلزامية في المنزل، على أن يستمر «إلى أقصى فترة ممكنة»، مستثنيًا حالات الخروج لقضاء الاحتياجات الأساسية مثل الحصول على مواد البقالة أو تزويد السيارات بالوقود أو الحصول على الرعاية الصحية.[308]
- أعلنت شركة دايموند كوميك ديستربيوتر رفضها استقبال أو نشر أي قصص مصورة جديدة حتى إشعار آخر، ما أدى إلى تأجيل نشر الإصدارات الجديدة لجميع القصص المصورة بعد نشر عناوينها في 25 مارس، لأن الشركة تمثل الناشر الحصري لها.[309]
- أعلنت حاكمة نيو مكسيكو لوغان غريشام إغلاق جميع الشركات غير الضرورية على مستوى الولاية اعتبارًا من 24 مارس.

قال المدير العام لمنظمة الصحة العالمية تيدروس إن «استخدام الأدوية غير الخاضعة للاختبارات دون وجود أدلة تثبت نفعها من شأنه أن يبعث أملًا زائفًا ويضر أكثر مما يفيد»، إلى جانب وصفه انتشار الجائحة بأنه «متسارع».

#### 24 مارس
- ولاية مينيسوتا: أكدت التقارير الصادرة عن الولاية وصول عدد الإصابات الإجمالي فيها إلى 262 إصابةً مؤكدةً، متضمنةً اثنين وعشرين حالة استشفاء، إلى جانب وقوع وفاة مؤكدة. بلغ عدد المرضى في المستشفيات 15 شخصًا حينها، مع خروج 88 مريضًا من العزل الصحي.[310]
- أوهايو: ضمت الولاية 564 حالة كوفيد-19 مؤكدة، ووصل عدد حالات الاستشفاء إلى 145 حالة، بينما استقر رقم الوفيات عند 8 وفيات.[311]
- رود آيلاند: أعلنت الحاكمة جينا رايموندو وجود 124 حالةً مؤكدة، إلى جانب ادعائها شفاء عدد «كبير جدًا» من الحالات.[312]
- كارولاينا الجنوبية: أكد الحاكم ماكماستر استمرار إغلاق مدارس الولاية باختلاف مراحلها من رياض الأطفال إلى الصف الثاني عشر حتى شهر أبريل.[313]

- ميشيغان: وصل عدد وفيات فيروس كورونا في الولاية إلى 24، مع ارتفاع عدد الحالات الإجمالي إلى 1,791.[314]

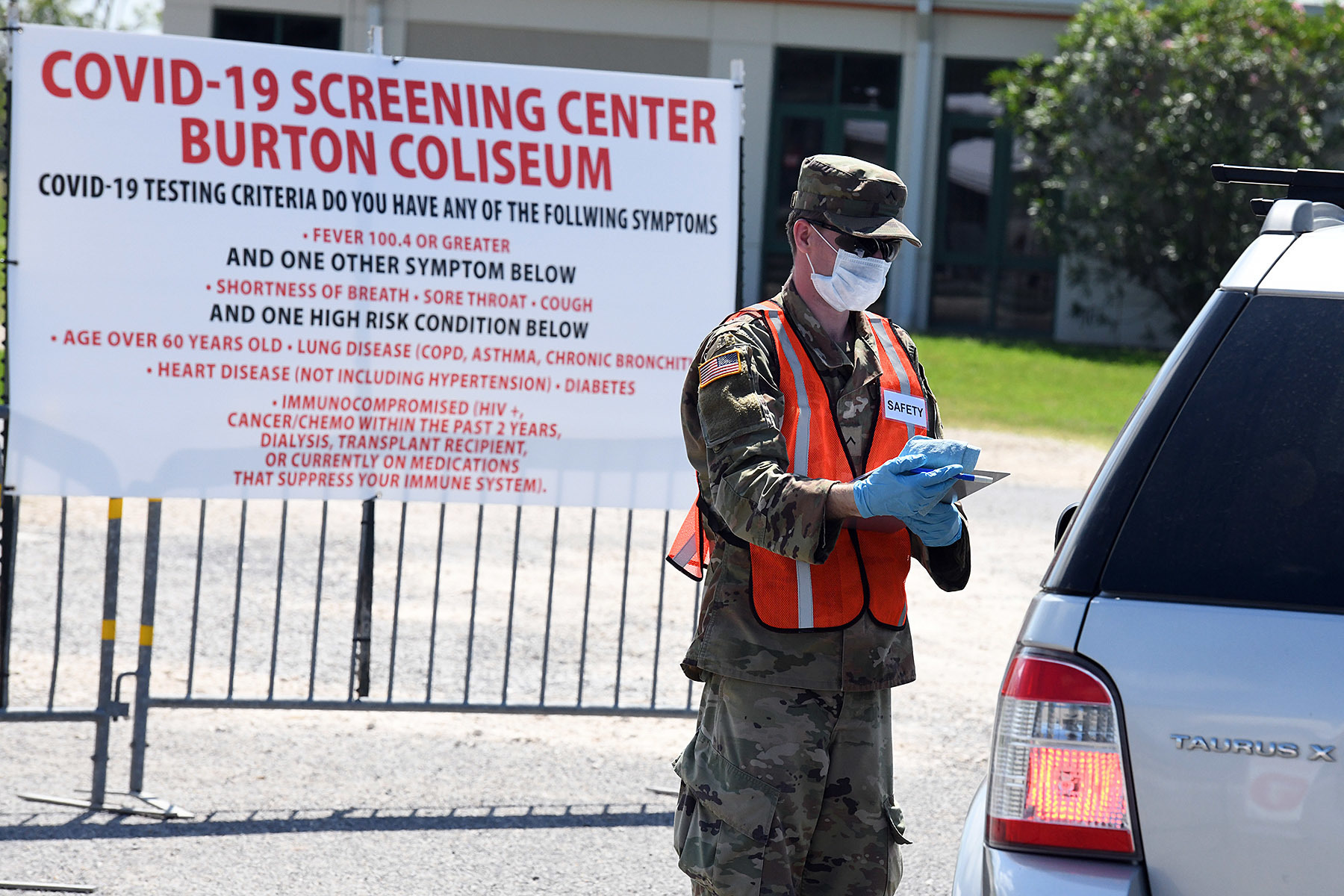
موقع اختبار أمام مدرج بورتون كولوسيوم في مدينة ليك تشارلز (لويزيانا)

#### 25 مارس
قّدم الجمهوريون والديمقراطيون في مجلس الشيوخ اتفاقًا بشأن صيغة من مشروع قانون التحفيز تشمل ما يلي: توفير 1200 دولار لمعظم البالغين (تُلغى تدريجيًا للأشخاص الذين يجنون ما بين 75 ألف دولار و99 ألف دولار سنويًا)، و600 دولار أسبوعيًا من استحقاقات البطالة (نحو 2400 دولار شهريًا) على رأس استحقاقات البطالة في الولايات لتدوم أربعة أشهر على الأرجح، بما في ذلك العاملين لحسابهم الخاص وغيرهم من العاملين في «غيغ إيكونومي» («اقتصاد الأفراد» أو «الاقتصاد المؤقت»)، و500 مليار دولار للشركات والبلديات. الجزء الأخير خاضع لإشراف مفتش عام في وزارة الخزانة ولجنة رقابة في الكونغرس.
- ألاسكا: أمَر الحاكم دانليفي كل من يصل إلى ألاسكا بالحجر الذاتي لمدة 14 يومًا عند الوصول، وذلك اعتبارا من 25 مارس، مع استثناءات محدودة.[316][317]
- ميشيغان: ارتفع عدد الوفيات الناجمة عن فيروس كورونا إلى 43 حالة، في حين أُبلِغ عن 507 حالات جديدة. وهذا يجعل العدد الإجمالي للحالات في الولاية 29294 حالة.[318]
- أوهايو: حتى الساعة 2:00 ظهرًا، كان هناك 704 حالات إصابة مؤكدة بمرض كوفيد-19، مع 182 حالة قبول في المستشفى (بما في ذلك 75 حالة في وحدة العناية المركزة). لقي عشرة أشخاص مصرعهم جراء الفيروس. رغم تأكيد 704 حالات في الولاية، من المعتقد أن العدد الفعلي للحالات أعلى بكثير.[319] مررت الجمعية العامة لولاية أوهايو مشروع قانون مجلس النواب رقم 197، الذي أنجز أمور كثيرة، مثل تمديد التصويت الأولي حتى 28 أبريل وحظر مرافق المياه من قطع الخدمة.[320]

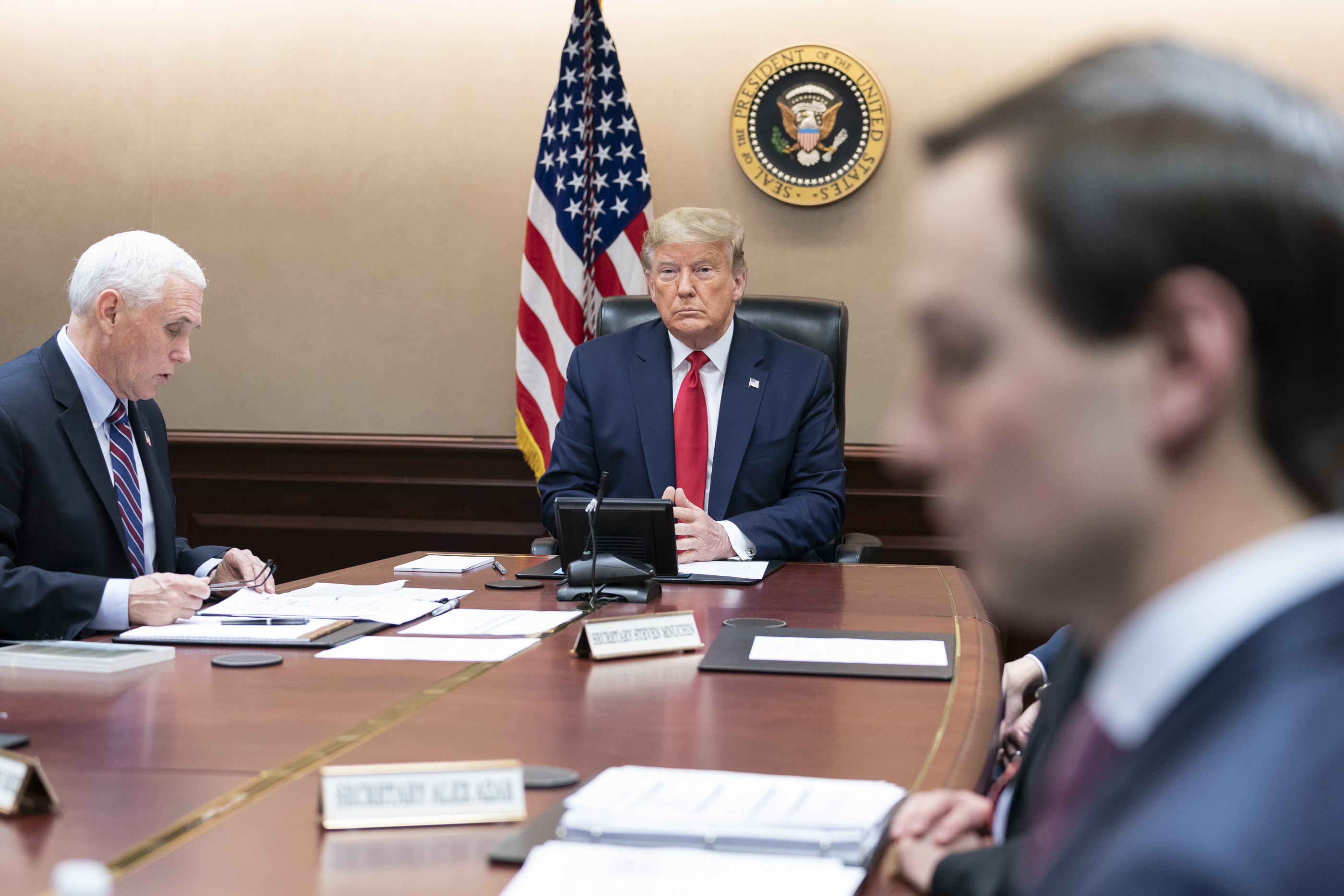
مؤتمر صوتي في البيت الأبيض مع حكام الولايات

#### 26 مارس
- الولايات المتحدة: تجاوز العدد الإجمالي للحالات المؤكدة المبلغ عنها في الولايات المتحدة نظيره في الصين بأكثر من 85 ألف حالة، الأمر الذي جعلها البلد الذي يضم أكبر عدد من مرضى فيروس كورونا في العالم.[321][322][323]
- ميشيغان: أُبلِغ عن 17 حالة وفاة إضافية جراء فيروس كورونا، ليصل إجمالي عدد الوفيات في الولاية إلى 60 حالة. تصاعد العدد الإجمالي للحالات في الولاية إلى 2856 حالة.[324]
- أوهايو: أوهايو لديها 867 حالة مؤكدة من حالات الإصابة بمرض كوفيد-19، مع 223 حالة دخول إلى المستشفى و15 حالة وفاة.[325]
- بنسيلفانيا: تم تأكيد 1380 حالة في الولاية.[325]
- نيويورك : أعلن الرئيس ترامب أن سفينة يو إس إن إس كومفورت سوف تتجه إلى مدينة نيويورك لمساعدة المستشفيات المحلية. ومن المقرر أن تغادر السفينة في 28 مارس وأن تصل إلى مدينة نيويورك في 30 مارس.[326] أعلن الحاكم كومو أن الولاية ستسمح لمريضين بمشاركة جهاز تنفس صناعي واحد.[327]

#### 27 مارس
- ميشيغان: ارتفع عدد الوفيات جراء فيروس كورونا في الولاية إلى 92 حالة، في حين ارتفعت حصيلة الحالات إلى 3657 حالة.[328]
- أوهايو: أُصيب 1137 شخص بالفيروس، احتاج منهم 276 شخص دخول المستشفى. تُوفي 19 شخص من مرضى كوفيد-19. [329] الحاكم ديواين يوقع مشروع قانون مجلس النواب رقم 197، الذي يمدد الانتخابات الأولية حتى 28 أبريل، ويحظر قطع إمدادات المياه، ويتنازل عن متطلبات الاختبار القياسية للمدارس العامة، ويمدد مهلة تقديم ضريبة الدخل الحكومية والدفع حتى 15 يوليو.[330]
- كولورادو: بدأ الناس في حي بالقرب من حدائق دنفر النباتية وحديقة حيوانات دنفر حملة «عواء دنفر» في الساعة 8:00 مساءً.[331]

أشارت دراسة استقصائية لأكثر من أربعين شخصًا من أبرز خبراء الاقتصاد، نشرتها جامعة شيكاغو في السابع والعشرين من مارس، إلى أن إنهاء الإغلاق التام المبكر (على سبيل المثال، إغلاق الأعمال التجارية) سوف ينتج ضررًا اقتصاديًا أعظم من نفعه. وعلى وجه التحديد، لم يختلف أي من خبراء الاقتصاد الذين شملهم الاستطلاع مع البيان التالي: «إن التخلي عن الإغلاق التام الصارم في وقت تبقى فيه احتمالات عودة العدوى مرتفعة سيؤدي إلى أضرار اقتصادية كلية أكبر من إدامة الإغلاق لإزالة خطر عودة ظهور المرض».
وقع الرئيس ترامب على مرسوم المعونة والإغاثة والأمن الاقتصادي لفيروس كورونا ليصبح قانونًا في 27 مارس.

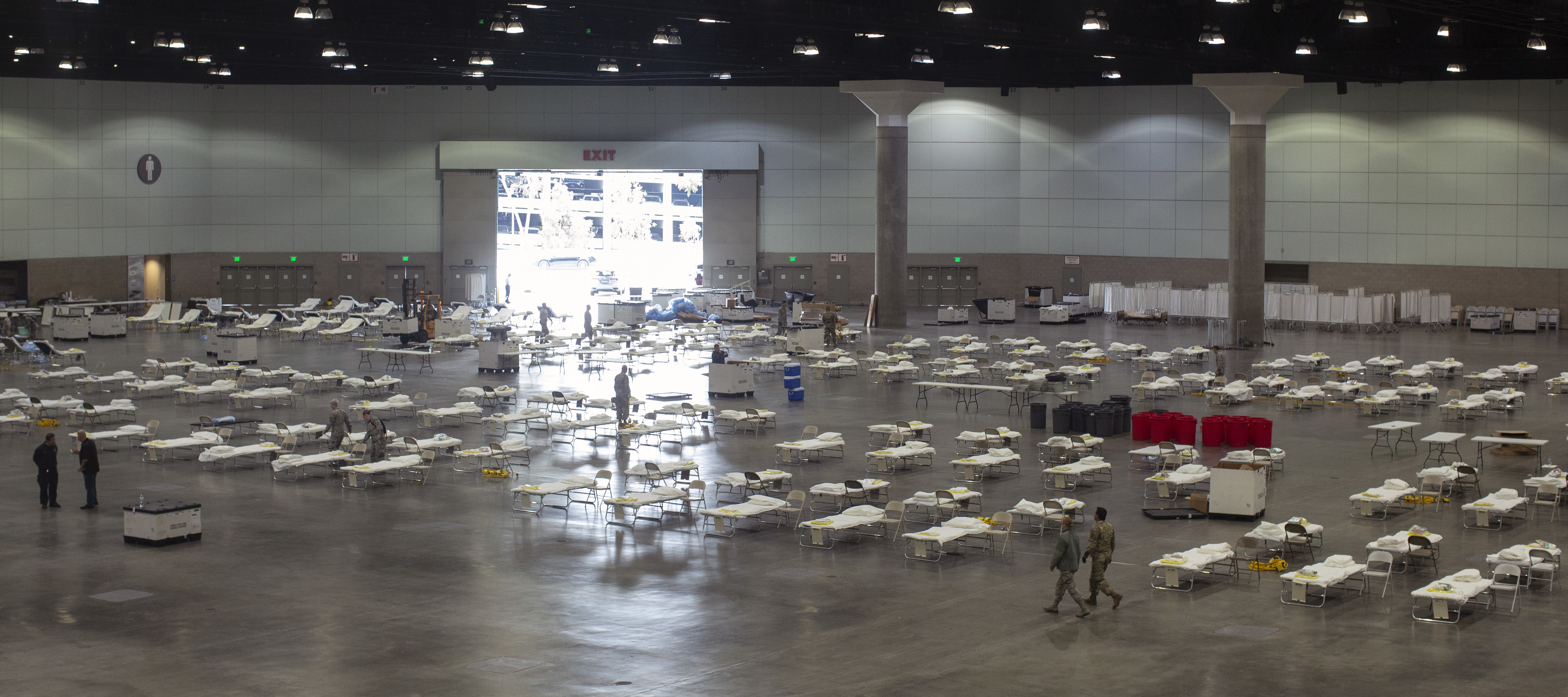
أسرّة المستشفيات في مركز مؤتمرات لوس أنجلوس

#### 28 مارس
- ميشيغان: الرئيس دونالد ترامب يوافق على إعلان الولاية عن حالة كوارث.[333] في غضون ذلك، ارتفع مجموع حالات فيروس كورونا في الولاية إلى 4658 بينما ارتفع عدد الوفيات إلى 111.[334]
- أوهايو: وفقًا لدائرة الصحة في أوهايو، ثمة 1406 حالات كوفيد-19 في الولاية، 344 حالات منها دخلت المستشفى، و 25 منها أدت إلى الوفاة.[335] أفادت مديرة الصحة في أوهايو، إيمي آكتون، بأن ذروة الفيروس متوقعة في منتصف مايو وأنه خلال تلك الذروة، قد تصل حالات الإصابة إلى 10000 حالة في اليوم.[336] طلب المحافظ ديواين من إدارة الغذاء والدواء والأدوية إصدار وثيقة تنازل طارئة لاستخدام تكنولوجيا جديدة لتعقيم أقنعة الوجه.[337]

#### 29 مارس
في مؤتمر صحفي عقده الرئيس الأمريكي يوم الأحد، صرّح الأدميرال، بريت جيروار، مساعد وزير الصحة في هيئة الصحة العامة للولايات المتحدة، بأن مجموع الاختبارات التي أجريت لهذا الفيروس في الولايات المتحدة قد بلغت 894,000 اختبار.
- ميشيغان: تُوفي نائب الولاية، آيزك روبنسون، جراء إصابة مشتبهة بالفيروس عن سن 44 عامًا.[339] في حين، تصاعد العدد الإجمالي للحالات في الولاية إلى 5524 مع 132 حالة وفاة.[340]
- أوهايو: ثمّة 1653 حالة في الولاية مع 403 حالات استشفاء تضمنت 139 حالة قبول في وحدة العناية المركزة و29 حالة وفاة.[341]

#### 30 مارس
- ميشيغان: أُبلِغ عن 52 حالة وفاة أخرى جراء فيروس كورونا، ليرتفع عدد الضحايا في الولاية إلى 184. ارتفعت حصيلة الحالات في الولاية إلى 6498 حالة.[342]
- أوهايو: 1933 حالة في أوهايو، متضمنةً 475 حالات استشفاء و39 حالة وفاة. الحاكم ديواين يمدد إغلاق المدارس حتى 1 مايو.[343]

#### 31 مارس
- جورجيا: علق حاكم جورجيا براين كيمب التدريس ضمن الصفوف لجميع المدارس العامة في جورجيا للفترة المتبقية من السنة الدراسية 2019-2020. سيواصل الطلاب تعليمهم عبر الإنترنت.
- ميشيغان: بلغ عدد الحالات في الولاية 7615 حالة، وارتفع عدد الوفيات إلى 259 حالة.[344]
- أوهايو: : ثمّة 2199 حالة في أوهايو؛ 585 حالة تطلبت استشفاء و55 حالة انتهت بالوفاة. أصدر الحاكم ديواين أمرًا يطلب فيه من المنظمات التي لديها أجهزة تنفس صناعي أو أجهزة مشابهة إبلاغ الولاية بها.[345] الرئيس ترامب يوافق على إعلان الولاية حالة الكوارث.[346]

#### الحالة مع نهاية مارس
حتى 31 مارس، أفادت منصة أور ورلد إن داتا بوقوع 3170 حالة وفاة، و164,620 حالة مؤكدة، و 1,07 مليون اختبار أُجرِي في الولايات المتحدة.
أفادت نيويورك تايمز في 28 مارس أنه على الرغم من التحسن الكبير في قدرة الاختبار في الولايات المتحدة، «ماتزال المستشفيات والعيادات في جميع أنحاء البلاد مجبرة على رفض إجراء اختبارات لمن يعانون من أعراض أقل، لتحاول توفيرهم للحالات الأخطر، ومجبرة في كثير من الأحيان للانتظار أسبوعًا للحصول على النتائج». وطلب السيد ترامب من رئيس كوريا الجنوبية الحصول على أكبر عدد ممكن من عدة الاختبار التي تُنتج هناك يوميا بعدد 100 ألف مجموعة يوميا. لكن «القدرة على تشخيص المرض بعد ثلاثة أشهر من الكشف عنه من قبل الصين لا تساعد كثيرًا على فهم سبب عجز الولايات المتحدة عن القيام بذلك في وقت أسرع، عندما كان من الممكن أن يساعد على خفض حصيلة الوباء». وأشار أحد الخبراء إلى أن تأخير إجراء الاختبارات أثر سلبًا على الجوانب الأخرى من الاستجابة لفيروس كورونا. أفاد موقع فوكس أنه خلال الأسبوع منذ 25 مارس حتى 1 أبريل، كانت الولايات المتحدة «تجري نحو 110 آلاف اختبار يوميًا». وقدر عدد من الخبراء أن ما بين 500,000 و «ملايين» الاختبارات ضرورية يوميًا. ثمّة العديد من التحديات التي تواجه تكثيف القدرة: «تتفاوت الشكاوى، ولكن المختبرات تقول إنها لا تملك ما يكفي من المسحات، أو مجموعات الاختبار، أو المحاليل الكاشفة، أو معدات الوقاية الشخصية، أو الموظفين، أو الآلات لتشغيل الاختبارات المحددة المطلوبة». تشكل الأموال واللوائح التنظيمية تحديات أيضًا.

### أبريل

#### 1 أبريل
- ارتفع العدد الكلي للحالات المصابة بفيروس كورونا في ولاية ميشيغان إلى 9,334 إصابة، بينما ازداد عدد الوفيات الناجمة عنه إلى 337 حالة وفاة.[349]
- بلغ عدد الحالات المؤكدة في ولاية أوهايو 2,547 إصابةً. نُقل 679 مريضًا إلى المستشفى وتوفي 65 شخصًا. أعلن الحاكم مايك دي واين في مؤتمره الصحفي اليومي عن وجود طريقة جديدة لتقسيم الولاية إلى مناطق وفق سعة المستشفيات.[350]

#### 2 أبريل
- أمرت مراقبة التعليم العام جنيفر ماكورميك في ولاية إنديانا بإغلاق مدارس الولاية لبقية العام الدراسي والاستمرار في التعليم عن بعد.[351]
- أغلق غريتشن ويتمر حاكم ميشيغان مدارس الولاية رسميًا لبقية العام الدراسي 2019-2020،[352] وارتفعت حصيلة لإصابات بفيروس كورونا في هذه الأثناء إلى 10,791 إصابةً بالإضافة إلى 417 حالة وفاة.[353]
- أصدر الحاكم دي واين قرارًا ينص على تمديد تطبيق أمر البقاء في المنزل لغاية الأول من مايو، بالتزامن مع ازدياد عدد الحالات المؤكدة في أوهايو إلى 2,902، بينهم 802 شخصًا نُقلوا إلى المستشفيات و81 حالة وفاة، بالإضافة إلى فرض قيود جديدة تتمثّل بضرورة إغلاق المعسكرات ونشر جميع شركات البيع بالتجزئة لافتات تحدد عدد الأشخاص المسموح لهم بالدخول معًا واقتصار حفلات الزفاف على حضور عشر أشخاص فقط. تنصّ التعليمات أيضًا على إنشاء مجلس للولاية من أجل تحديد الأعمال الضرورية والثانوية.[354][355]

#### 3 أبريل
- أعلن حاكم إنديانا إريك هولكومب عن تمديد أمر البقاء في المنزل مدة أسبوعين، واستمرار العمل به حتى 20 أبريل.[356]
- أبلغت ميشيغان عن تسجيل 1,953 إصابةً جديدةً بفيروس كورونا، ليصل العدد الإجمالي للحالات في الولاية إلى 12,744 إصابة مع 479 حالة وفاة.[357]
- وصل عدد الحالات المؤكدة في أوهايو إلى 3,312 إصابة، نُقل منهم 895 مصابًا إلى المستشفيات وتوفي 91.[358]

#### 4 أبريل
- أعلنت حاكمة ولاية ألاباما كاي آيفي عن أمر البقاء في المنزل في الولاية حتى 30 أبريل، وقال المستشار القضائي ستيف مارشال إن الأمر قد يُنفّذ جنائيًا لكنه يأمل ألا يصل الأمر إلى هذا الحد، ويعد عصيان هذه الأوامر جنحةً من الدرجة الثالثة قد يُعاقب من يخالفها بغرامة قدرها 500 دولار.[359]
- ارتفع عدد الإصابات بفيروس كورونا في ميشيغان إلى 14,225 إصابة مع 540 حالة وفاة.[360]
- بلغ إجمالي عدد الحالات المصابة في أوهايو 3,739 إصابةً، بينها 1,006 حالات استشفاء وَ102 حالة وفاة. وقّع الحاكم دي واين على أمر تنفيذي بإزالة متطلبات التدريب لمستشاري الصحة العقلية والزواج لتسهيل الحصول على خدمات الرعاية الصحية عن بعد.[361]

#### 5 أبريل
- بلغت حصيلة إصابات فيروس كورونا في إنديانا 4,411 حالة بالإضافة إلى 127 وفاة.[362]
- ارتفع إجمالي عدد الحالات المصابة في ميشيغان إلى 15,718 إصابةً مع 617 حالة وفاة.[363]
- في أوهايو، هناك 4,043 حالةً مؤكدةً.[364]
- بلغ عدد الإصابات في ولاية بنسلفانيا 11,510 مع 1,072 حالة استشفاء وَ150 حالة وفاة.[364]

#### 6 أبريل
- ارتفع عدد الحالات المصابة بفيروس كورونا في إنديانا إلى 4,944 إصابةً مع 139 حالة وفاة.[362]
- ارتفع العدد الكلي للحالات المصابة بفيروس كورونا في ميشيغان إلى 17,221 إصابةً مع 727 حالة وفاة.[بحاجة لمصدر]
- تجاوز عدد الحالات المصابة في أوهايو 4,400 حالة، وحدد الحاكم دي واين ستة مرافق ستُحوَّل إلى مرافق رعاية صحية إذا لزم الأمر.[365]

#### 7 أبريل
- ميشيغان: صوّت المجلس التشريعي في الولاية لتمديد حالة الطوارئ لغاية 30 أبريل،[366] وارتفع في أثناء ذلك العدد الإجمالي للإصابات ليبلغ 18,970 إصابةً مع 845 وفاةً.[367]
- كارولاينا الجنوبية: أصدر الحاكم هربرت ماكماستر أمر «المنزل أو العمل»، وتجاوز عدد الوفيات الخمسين.[368]

زعم الرئيس ترامب أن منظمة الصحة العالمية أساءت التعامل مع هذا الوباء، إذ رفض نصيحتها بإبقاء الحدود مفتوحة أمام الصين في وقت مبكر، وتساءل عن سبب هذه النصيحة، ونوّه إلى أن المنظمة مازالت تركّز كثيرًا على الصين رغم التمويل الأمريكي الكبير لها.

#### 8 أبريل
- جورجيا: مدّد الحاكم بريان كيمب أمر الاحتماء في المكان حتى نهاية أبريل.[369]
- ميشيغان: ارتفع إجمالي الإصابات بفيروس كورونا إلى 20,346 مع 959 حالة وفاة.[370]
- مينيسوتا: مدد حاكم الولاية تيموثي جيمس والز أمر البقاء في المنزل لغاية 4 مايو.[371]
- أوهايو: ارتفع عدد الحالات المصابة إلى 5,148 إصابة، وتبرّع تيم كوك الرئيس التنفيذي لشركة أبل بمئة ألف قناع من نوع إن-95 للعاملين في مجال الرعاية الصحية في الولاية.[372]

#### 9 أبريل
- إنديانا: ارتفع عدد الحالات المصابة بفيروس كورونا إلى 6,351 إصابةً مع 245 وفاة.[362]
- ميشيغان: مدد الحاكم ويتمر رسميًا أمر البقاء في المنزل حتى 30 أبريل، الذي كان مقررًا أن ينتهي في 14 أبريل أصلًا،[373] وبلغ حينها إجمالي عدد الإصابات في الولاية 21,504 حالةً مع 1,076 وفاةً.[374]
- ميزوري: أصدر حاكم ولاية ميزوري مايك بارسون تعليمات شخصيةً بإيقاف التعليم الذي يتطلب الحضور الشخصي في كافة المدارس العامة والخاصة والمستقلة في الولاية لبقية العام الدراسي.[375]
- أوهايو: تجاوز عدد الحالات المؤكدة في أوهايو 5,500 إصابة وأكثر من 200 حالة وفاة.[376] اجتمع 75 شخصًا للاحتجاج على القيود التي فرضتها الولاية في أثناء المؤتمر الصحفي اليومي للحاكم دي وأين.[377]

#### 10 أبريل
- الولايات المتحدة: أشارت تقارير وكالة آسوشيتد برس إلى اجتياح «عواء الساعة 8 مساءً» جميع أنحاء الولايات المتحدة الأمريكية الآن.[378] بدأ هذا العواء في حي دنفر في 27 مارس.[379]
- ميشيغان: بدأ المستشفى الميداني في مركز تي سي إف للمؤتمرات والموجود في وسط مدينة ديترويت بولاية ميشيغان قبول مرضى كوفيد-19.[380] وصل في أثناء ذلك إجمالي عدد الحالات المصابة إلى 22,783 مع 1,281 وفاة، ويمثّل هذا أعلى زيادة في عدد الوفيات (بمقدار 205) منذ بدء تفشي المرض في الولاية.[381]
- أوهايو: أعلن الحاكم دي واين تعديلًا طارئًا على اتفاقية خدمات برنامج ميديكيد التابعة لإدارة أوهايو، وتهدف التغييرات الجديدة إلى إزالة العوائق التي تحول دون الرعاية الصحية وتخفيف الأعباء الواقعة على كاهل المستشفيات ومقدمي الرعاية. منحت إدارة الأغذية والأدوية (إف دي إيه) تصريح استخدام طارئ مؤقت لشركة ستيريس (شركة للأدوية مقرها ولاية أوهايو) لتطهير كمامات إن-95 الملائمة وما يماثلها. وافق مجلس إدارة مكتب تعويض العمال في أوهايو على خطة لإرسال ما يصل إلى 1.6 مليار دولار إلى أصحاب العمل في أوهايو في ربيع عام 2020.[382]

#### 11 أبريل
- ارتفع العدد الكلي للحالات المصابة بفيروس كورونا في ميشيغان إلى 23,993 إصابةً مع 1,392 حالة وفاة.[383]
- ارتفع عدد حالات كوفيد-19 في أوهايو إلى 6,187 وبلغ عدد الوفيات 247.[384]

#### 12 أبريل
- ارتفعت حصيلة الحالات المصابة بفيروس كورونا في إنديانا إلى 7,928 مع 343 حالة وفاة.[362]
- ارتفع العدد الكلي للحالات المصابة بفيروس كورونا في ميشيغان إلى 24,638 مع 1487 حالة وفاة.[385]

#### 13 أبريل
- أصبحت دُور التمريض في أوهايو ملزمةً بإبلاغ العائلات بالحالات المصابة في غضون 24 ساعة،[386] وتقتصر مبيعات الكحول الآن على المقيمين في الولاية فقط في مقاطعات أشتابولا وترمبول وماهوننغ وكولومبيانا وجفرسون وبلمونت.[387] احتشد المتظاهرون مرةً أخرى خارج مقر الولاية في أثناء المؤتمر الصحفي اليومي للحاكم دي واين.[388]
- ارتفع إجمالي عدد الحالات المصابة بفيروس كورونا في ميشيغان إلى 25,635 إصابة مع 1,602 حالة وفاة.[389]

#### 14 أبريل
أفادت تقارير وكالة آسوشيتد برس (إيه بي) أن الطبيب أنتوني فاوتشي كبير خبراء الأمراض المُعدية الحكومي قد أوضح يوم الثلاثاء أنّ «الولايات المتحدة لا تتوفر لديها حتى الآن الاختبارات الحاسمة وإجراءات المتابعة اللازمة للبدء بإعادة فتح الاقتصاد الوطني»، وأشار فاوتشي إلى أنّ «التخطيط لافتتاح الاقتصاد في الأول من مايو يُعتبر مبالغةً في التفاؤل نظرًا لوضع العديد من مناطق البلد، وأي تخفيف للقواعد الصارمة المتعلقة بالتباعد الاجتماعي والمطبقة في معظم أنحاء الدولة يجب أن يحدث بالتعاقب وليس دفعةً واحدةً».
أعلن الرئيس ترامب قراره بوقف التمويل الأمريكي لمنظمة الصحة العالمية، مدعيًا أنّ الولايات المتحدة ستراجع سوء الإدارة المزعوم والجهود المبذولة للتستر عليها، وقال مسؤولو منظمة الصحة العالمية في اليوم التالي مشككين في ادعاءاته ما يلي: أ) إنّ العالم قد نُبِّه للخطر في الخامس من يناير، ب) بدأت دول العالم في الاستجابة في السادس من يناير، ج) قدمت منظمة الصحة العالمية معلومات عن آخر المستجدات على امتداد هذه الفترة.
- ارتفع المجموع الكلي للحالات المصابة بفيروس كورونا في إنديانا إلى 8,527 حالةً بالإضافة إلى 387 حالة وفاة.[362]
- هناك 7,280 حالة كوفيد-19 في أوهايو، بينها 2,156 حالة دخول إلى المستشفيات وَ324 حالة وفاة، وأعلن الحاكم دي واين إنّ إدارته تسعى إلى الإعفاء من المساعدات الطبية من الحكومة الفيدرالية لإزالة بعض القيود المفروضة على الرعاية الصحية،[391] واحتج مئة شخص خارج مقر الولاية في أثناء مؤتمره الصحفي.[392]
- ارتفع إجمالي عدد الحالات المصابة بفيروس كورونا في ميشيغان إلى 27,001 إصابة مع 1,768 حالة وفاة.[393]

#### 15 أبريل
- في ميشيغان، احتشد الناس على نطاق واسع في لانسنغ في تجمع دُعي «عملية التزاحم» للاحتجاج على قرار البقاء في المنزل الذي أصدره الحاكم غريتشن ويتمر.[394] في هذه الأثناء، ارتفعت حصيلة الإصابات بفيروس كورونا في الولاية إلى 28,059 مع 1,921 وفاةً.[395]
- أعلن مايك دي واين حاكم ولاية أوهايو أنه طلب من جمعية مشافي أوهايو البدء في تطوير خطة للبدء في علاج المرضى غير المصابين بكوفيد-19 والذين أُجلت عملياتهم الانتقائية أو عُلقت. أعلن الحاكم أيضًا عن تمديد شراكة أوهايو مع معهد باتيل التذكاري. سمح هذا للمعهد بتمديد خدمات التعقيم لمزودي خدمات الرعاية الصحية الطارئة (إي إم إس) ووكالات إنفاذ القانون.[396]

16 أبريل
«صورة: مستشفى مؤقت في سنترال بارك، مدينة نيويورك».
تكشف إدارة ترامب النقاب عن المبادئ التوجيهية الفيدرالية الجديدة التي تحدد نهجًا ثلاثي المراحل لاستعادة التجارة والخدمات الطبيعية تدريجيًا، مع استمرار كل مرحلة لمدة 14 يومًا على الأقل، ولكن فقط للأماكن التي جرت فيها اختبارات قوية، وشهدت انخفاضًا في حالات كوفيد-19.
ميشيغان: يرتفع العدد الإجمالي لحالات الإصابة بالفيروس التاجي في الولاية إلى 29,263 مع حصيلة وفيات 2,093.
أوهايو: ضمن الولاية 8,414 حالة مؤكدة ومحتملة. أعلن الحاكم دي واين أنه سيعمل بشكل وثيق مع حكام إلينوي وإنديانا وكنتاكي وميشيغان ومينيسوتا وويسكونسن لإعادة فتح اقتصاد المنطقة بطريقة منسقة.
حتى 16 أبريل، كان هناك 639,664 حالة مؤكدة من فيروسات التاجية في الولايات المتحدة، مع 30,985 حالة وفاة مؤكدة، بمعدل وفيات 4.8%. أُجري ما يقدر بنحو 3.24 مليون اختبار، مما يشير إلى أن حوالي 20% من الذين أجري لهم الاختبار مصابون بالفيروس.
17 أبريل
«صورة: موقع توزيع موارد بنك الطعام مع تطبيق التباعد الاجتماعي في سان أنطونيو، تكساس».
إنديانا: لأول مرة، يتجاوز العدد الإجمالي لحالات الإصابة بفيروسات تاجية في الولاية 10000 (10,154 حالة) مع ارتفاع عدد الوفيات إلى 519. ومدد الحاكم هولكومب أمر الإقامة في المنزل حتى 1 مايو.
ميشيغان: أعلن عمدة ديترويت مايك دوجان أن جميع العمال الأساسيين في المدينة، بغض النظر عما إذا ظهرت عليهم أعراض أم لا، مؤهلون الآن لإجراء اختبار كوفيد-19. في غضون ذلك، ارتفع العدد الإجمالي لحالات الإصابة بالفيروس التاجي في الولاية إلى 30,023 مع حصيلة وفيات 2,227.
أوهايو: يوجد في الولاية 9107 حالة مؤكدة ومحتملة و418 حالة وفيات مؤكدة ومحتملة.
تكساس: أعلن الحاكم جريج أبوت عن إعادة افتتاح تدريجي لاقتصاد تكساس ابتداءً من 20 أبريل.
18 أبريل
«صورة: احتجاجًا على الإغلاق وتوقف الأعمال في أوهايو ستيت هاوس في 18 أبريل».
«صورة: متظاهر من ولاية أوهايو يحمل لافتة تقول: حقوقي وحرياتي أقوى من نموذجك الزائف».
ميشيغان: يرتفع العدد الإجمالي لحالات الإصابة بالفيروس التاجي في الولاية إلى 30,791 مع حصيلة وفيات من 2,308.
إنديانا: احتجاج العشرات خارج قصر المحافظين في إنديانابوليس بعد إصدار آخر أمر بالبقاء في المنزل، على الرغم من استمرار ارتفاع عدد الحالات في الولاية.
19 أبريل
إنديانا: ارتفاع عدد حالات الإصابة بالفيروس التاجي إلى 11,210 وازدياد عدد الوفيات إلى 562.
ميشيغان: ارتفاع العدد الإجمالي لحالات الإصابة بالفيروس التاجي في الولاية إلى 31,424 مع حصيلة وفيات 2,391.
20 أبريل
ميشيغان: ارتفاع العدد الإجمالي لحالات الإصابة بالفيروس التاجي في الولاية إلى 32 ألف حالة مع حصيلة وفيات تصل إلى 2,468.
أوهايو: أعلن الحاكم دي واين أن مدارس كيو -12 في أوهايو ستبقى مغلقة حتى نهاية العام الدراسي. اجتمع المئات من المتظاهرين مرة أخرى في أوهايو ستيت هاوس خلال مؤتمره الصحفي.
في تأكيده لتصريحاته السابقة على برنامج تاكر كارلسون تونايت، أخبر حاكم ولاية تكساس دان باتريك (سياسي) لكارلسون: «...تبرر الدولة المضي قدما في إعادة فتح الأعمال في الأيام القادمة على الرغم من تفشي الفيروس التاجي بأنه هناك أشياء أكثر أهمية من العيش.»
21 أبريل
إنديانا: وصل إجمالي عدد حالات الإصابة بالفيروس التاجي في الولاية إلى 12,097 مع ارتفاع عدد الوفيات إلى 630 حالة.
ميشيغان: ارتفاع العدد الإجمالي لحالات الإصابة بالفيروس التاجي في الولاية إلى 32,967 مع حصيلة وفيات 2,700 حالة.
جورجيا: أعلن الحاكم كيمب في 20 أبريل أنه يمكن إعادة فتح العديد من الشركات في 24 أبريل، بما في ذلك «صالات الألعاب الرياضية وصالونات تصفيف الشعر وممرات البولينج وصالات الوشم»، مع السماح بإعادة فتح المطاعم وصالات السينما في 27 أبريل. جلبت هذه الخطوة إدانة واسعة النطاق من داخل جورجيا وخارجها، إذ صرّحت عمدة أتلانتا كيشا لانس بوتومز قائلة إنها «ستستمر في مطالبة أتلانتان بقرار البقاء في المنزل» ووصفت ستيسي أبرامز، المرشحة الديمقراطية للحاكم لعام 2018 إعادة الفتح على أنه «غير كفؤ بشكل خطير». بحسب توقع معهد المقاييس الصحية والتقييم في 21 أبريل أن أقرب تاريخ آمن لجورجيا للتحول من تدابير الإبعاد الاجتماعي هو 19 يونيو. حتى 21 أبريل، أكدت الولاية أكثر من 20 ألف إصابة.
22 أبريل
ميشيغان: ارتفع العدد الإجمالي لحالات الإصابة بالفيروس التاجي في الولاية إلى 33,966 مع حصيلة وفيات 2,813.
أوهايو: ثبت إصابة 14,117 شخصًا بالفيروس، وتوفي 610 مريضًا، ونُقل 2,882 شخصًا إلى المستشفى. تنشئ وزارة الصحة بولاية أوهايو نظامًا من المستويات لتحديد أولويات الاختبار.
23 أبريل
ميشيغان: ارتفع العدد الإجمالي لحالات الإصابة بالفيروس التاجي في الولاية إلى 35,291 مع حصيلة وفيات 2,977.
أوهايو: شارك دي واين تفاصيل إضافية حول كيفية إعادة فتح الولاية. ستبدأ المرحلة الأولى من إعادة الافتتاح في 1 مايو.
24 أبريل
«صورة: متظاهر من ولاية أوهايو يحمل لافتة كتب عليها: السجن الجماعي هو أزمة صحية عامة».
ألاسكا: سُمح للمطاعم بالفتح لكن حُدّد استيعابهم بـ25% فقط من السعة وبطاولات لا يقل البعد فيها عن بعضها عن 10 أقدام.
جورجيا: تقوم محلات الحلاقة بقص الشعر باستخدام أقنعة الوجه وقفازات اللاتكس. طلبت صالونات التجميل من العملاء التوقيع على تنازلات قانونية قبل تلوين الشعر.
إنديانا: بلغ إجمالي عدد حالات الإصابة بفيروس كوفيد-19 في الولاية 13,680 مع ارتفاع عدد الوفيات إلى 741. وارتفع عدد الحالات خلال ثلاثة أيام بشكل متصاعد.
ميشيغان: مدد الحاكم ويتمان أمر الإقامة في الولاية حتى 15 مايو مع تخفيف بعض القيود. في غضون ذلك، ارتفع العدد الإجمالي للحالات في الولاية إلى 36,641 وبلغ عدد الوفيات 3,085.
أوهايو: أبلغت الولاية عن 15,169 حالة إصابة الفيروس.
25 أبريل
ميشيغان: ارتفع العدد الإجمالي لحالات الإصابة بالفيروس التاجي في الولاية إلى 37,203 وعدد الوفيات إلى 3,274.
أوهايو: يوجد 15,587 حالة، انتهى 711 منها إلى الوفاة.
26 أبريل
إنديانا: وصل العدد الإجمالي لحالات الإصابة بالفيروس التاجي في الولاية إلى 15,012 مع ارتفاع عدد الوفيات إلى 813، بزيادة تقارب 2000 حالة في ثلاثة أيام.
ميشيغان: ارتفع العدد الإجمالي لحالات الإصابة بالفيروس التاجي في الولاية إلى 37778 مع حصيلة وفيات 3,315.
27 أبريل
«صورة: جثث في شاحنة مبردة في هاكنساك، نيو جيرسي».
ميشيغان: كشف المحافظ ويتمان عن خطته لإعادة فتح اقتصاد الولاية، وتسمى خطة إم آي بداية آمنة، والتي تدعو إلى أن تكون أماكن العمل الأقل خطرًا لانتقال الفيروس هي الأولى التي يعاد فتحها. وفي الوقت نفسه، فإن العدد الإجمالي لحالات الإصابة بالفيروس التاجي في الولاية ارتفع إلى 38,210 مع حصيلة وفيات تصل إلى 3,407.
أوهايو: يجب على جميع الشركات فرض الأقنعة الجراحية على الوجه للموظفين والعملاء. وتعلن الدولة أيضًا أنه في 1 مايو يمكن استئناف جميع الإجراءات الطبية غير الأساسية، ويمكن إعادة فتح الأطباء البيطريين وأطباء الأسنان. يمكن استئناف التصنيع والبناء في 4 مايو، ويمكن إعادة فتح جميع متاجر التجزئة غير الضرورية في 12 مايو.
28 أبريل
ميشيغان: ارتفاع العدد الإجمالي لحالات الإصابة بالفيروس التاجي في الولاية إلى 39,262 مع حصيلة وفيات تبلغ 3,567.
29 أبريل
إنديانا: بلغ إجمالي عدد حالات الإصابة بالفيروس التاجي في الولاية 17,182 مع ارتفاع عدد الوفيات إلى 1,065. تزداد الحالات بحسب تقريرات الولاية ألفي حالة خلال ثلاثة أيام.
ميشيغان: ارتفع العدد الإجمالي لحالات الإصابة بالفيروس التاجي في الولاية إلى 40,399 مع حصيلة وفيات 3,670.
أوهايو: ارتفع العدد الإجمالي للحالات إلى 17,303 وبلغ عدد الوفيات 937.
30 أبريل
ميشيغان: مدّد الحاكم ويتمان إعلان الطوارئ في الولاية حتى 28 مايو. وفي الوقت نفسه، ارتفع العدد الإجمالي لحالات الإصابة بالفيروس التاجي في الولاية إلى 41,379 مع حصيلة وفيات تبلغ 3,789.
أوهايو: العدد الإجمالي للحالات هو 18,027. أعلن المحافظ دي واين في مؤتمره الصحفي أنه سيمدد أمر البقاء في المنزل، على الرغم من أنه لم يحدد تاريخًا محددًا. يقول موقع وزارة الصحة بولاية أوهايو أن التمديد سيستمر حتى 29 مايو.
الوضع في نهاية أبريل
اعتبارًا من 30 أبريل، أفاد برنامج «عالمنا على شكل بيانات» أنه كان في الولايات المتحدة 60,966 حالة وفاة إجمالية، و 1.04 مليون حالة مؤكدة، وأجري ما مقداره 6.25 مليون اختبار تشخيصي. بلغ متوسط الولايات المتحدة حوالي 145,200 اختبار يوميًا بين 1 أبريل و15 أبريل، و199 ألف اختبار يوميًا من 16 أبريل حتى 30 أبريل.

### مايو
1 مايو
صورة: متظاهرون أمام مبنى المجلس التشريعي في ولاية أوهايو في 1 مايو 2020
- إنديانا: بلغ عدد الإصابات بفيروس كورونا في الولاية 18630 إصابة مع ارتفاع عدد الوفيات إلى 1175. على الرغم من أن هذا كان أعلى رقم إصابات بلغته الولاية في يوم واحد، لكن الحاكم هولكومب ألغى أمر التزام المنازل ووضع خطة من خمس مراحل لإعادة إنديانا إلى ما كانت عليه. صرّح هولكومب أنه يأمل أنه بحلول 4 يوليو ستعود إنديانا إلى عهدها بالكامل.
- أوهايو: حل أمر «حافظ على صحتك والتزم المنزل» محل الأمر السابق بالتزام المنازل. سُمح ابتداءّ من 1 مايو استئناف الإجراءات الطبية التي لا تتطلب الإقامة لأكثر من يوم واحد في المستشفى. حدث احتجاج كبير آخر خلال المؤتمر الصحفي للحاكم دواين.
- ميشيغان: وقع حاكم ويتمان على أمر تنفيذي لاستئناف تشييد المساكن والمباني التجارية، وكذلك الأنشطة العقارية اعتبارًا من 7 مايو. وفي ذات الوقت، ارتفع عدد الإصابات بفيروس كورونا في الولاية ليبلغ 42356 وبلغ عدد الوفيات 3866.[412]

2 مايو
- أوهايو: وصل عدد الحالات المبلغ عنها إلى 19335، مع استمرار الاحتجاجات في مبنى المجلس التشريعي.
- ميشيغان: ارتفع العدد الإجمالي للإصابات بفيروس كورونا في الولاية إلى 43207 وعدد الوفيات إلى 4020[413]

3 مايو
- أوهايو: بلغ العدد الإجمالي للحالات 19914 مع 1038 حالة وفاة
- ميشيغان: ارتفع العدد الإجمالي لحالات الإصابة بفيروس كورونا في الولاية إلى 43754 وحصيلة الوفيات 4049. ويمثل هذا أقل زيادة في الوفيات منذ 26 أبريل.[414]

4 مايو
- إنديانا: وصل العدد الإجمالي للإصابات في الولاية إلى 20 ألف إصابة لأول مرة (20507) مع ارتفاع عدد الوفيات إلى 1264. تبدأ الولاية المرحلة 2 من «العودة إلى مجاريها»، مع إعادة افتتاح العديد من الشركات المختلفة بما في ذلك متاجر التجزئة ومراكز التسوق بكفاءة 50%. سيعاد افتتاح المطاعم الأسبوع المقبل.[415]

- ميشيغان: ارتفاع العدد الإجمالي للإصابات بفيروس كورونا في الولاية إلى 43950 مع حصيلة وفيات 4135. وهذا يمثل أقل زيادة في الحالات الجديدة (196) منذ 27 أبريل.
- أوهايو: أبلغ عن 20474 حالة جديدة، بما في ذلك 1056 حالة وفاة. استئناف التصنيع والتوزيع والبناء. يمكن أيضًا إعادة فتح المكاتب العامة، على الرغم من أن الموظفين سيعملون من المنزل عندما يكون ذلك ممكنًا.

5 مايو
- ميشيغان: ارتفاع العدد الإجمالي للإصابات بفيروس كورونا في الولاية إلى 44397 مع حصيلة وفيات 4179.
- أوهايو: يناقش الحاكم دواين اقتصاد الولاية خلال مؤتمر صحفي. في نهاية فبراير، كانت ولاية أوهايو متقدمة بحصيلة 200 مليون دولار عن توقعات العام. تعاني ولاية أوهايو الآن من عجز متوقع في الميزانية قدره 776.9 مليون دولار للسنة المالية، والتي ستنتهي في 30 يونيو.[416]

6 مايو
- ماريلاند: أعلن الحاكم لاري هوجان إغلاق مدارس ولاية ماريلاند العامة خلال الفترة المتبقية من العام الدراسي 2019-2020.
- ميشيغان: ارتفاع العدد الإجمالي للإصابات بفيروس كورونا في الولاية إلى 45054 إصابة مع حصيلة وفيات تصل إلى 4250.[417]

- أوهايو: أعلن الحاكم دواين عن تقليص في الميزانية بقيمة 775 مليون دولار على مدى الشهرين المقبلين. مع تقليص الإنفاق على برنامج المساعدة الطبية بمقدار 210 مليون دولار أمريكي. سوف يقلص الإنفاق على مدارس كيه-12 أيضًا بمقدار 300 مليون دولار. سيقلص الإنفاق على وسائل التعليم الأخرى بمقدار 55 مليون دولار أمريكي، و110 مليون دولار أمريكي بالنسبة للتعليم العالي. ستخسر جميع الوكالات الأخرى ما قيمته 100 مليون دولار من التمويل المخصص لها.

7 مايو
- إنديانا: بلغ إجمالي عدد الإصابات في الولاية 22503 ووصل عدد الوفيات إلى 1414. مرة أخرى، تضيف الدولة 2000 حالة في ثلاثة أيام.
- أوهايو: أعلن الحاكم دواين أنه يمكن إعادة فتح صالونات الحلاقة وصالونات التجميل في 15 مايو. وأيضًا في 15 مايو، يمكن استئناف خدمة الفناء في الحانات والمطاعم. يجب أن تضم الحفلات في المطاعم والحانات 10 أشخاص أو أقل، ويجب أن يفصل بينهم حاجز مادي أو ستة أقدام. يمكن للمطاعم والحانات استئناف تقديم خدمات العشاء في 21 مايو.
- ميشيغان: مددت الحاكمة ويتمر أمر التزام المنازل في الولاية لمدة أسبوعين إضافيين حتى 28 مايو. وأعلنت أن تصنيع السيارات في الولاية يمكن أن يستأنف في 11 مايو.  في غضون ذلك، ارتفع العدد الإجمالي للإصابات في الولاية إلى 45646 مع حصيلة وفيات بلغت 4343.[418]

8 مايو
- ميشيغان: ارتفع العدد الإجمالي للإصابات في الولاية إلى 46326 مع حصيلة وفيات تبلغ 4339.

9 مايو
- ميشيغان: ارتفع العدد الإجمالي للإصابات في الولاية إلى 46756 مع حصيلة وفيات تبلغ 4526.

10 مايو
- إنديانا: بلغ العدد الإجمالي لحالات الإصابة بفيروس كورونا في الولاية 24126 مع وصول حصيلة الوفيات إلى 1508، بزيادة 1600 حالة خلال ثلاثة أيام.
- ميشيغان: ارتفع العدد الإجمالي لحالات الإصابة بفيروس كورونا في الولاية إلى 47138 مع حصيلة وفيات تبلغ 4551. وهذا يمثل أقل زيادة في الوفيات (25) منذ 3 مايو.

11 مايو
- ميشيغان: ارتفع العدد الإجمالي للإصابات في الولاية إلى 47552 مع حصيلة وفيات تبلغ 4584

12 مايو
- أوهايو: يوجد في الولاية 25250 حالة مبلغ عنها، بما في ذلك 1436 حالة وفاة. يُسمح بإعادة فتح مراكز التسوق ومحلات البيع بالتجزئة، على الرغم من فرض بعض القيود على العملاء.
- ميشيغان: ارتفع العدد الإجمالي للإصابات بالفيروس في الولاية إلى 48021 مع حصيلة وفيات تبلغ 4674[419]

13 مايو
- ميشيغان: ارتفع العدد الإجمالي للإصابات بالفيروس في الولاية إلى 48391 مع حصيلة وفيات تبلغ 4714 [420]

14 مايو
- ميشيغان: احتجاجات آخر أصغر أمام مبنى العاصمة المتحدة ضد أمر الحاكمة ويتمان بالتزام المنازل. في غضون ذلك، ارتفع العدد الإجمالي للإصابات بفيروس كورونا في الولاية إلى 49582، وبلغ العدد الإجمالي للوفيات 4787. يعزى الارتفاع في الحالات الجديدة إلى البيانات المتراكمة من المختبرات في الولاية.
- أوهايو: المزيد من الإعلانات: ستفتح المخيمات في 21 مايو؛ سيفتح سباق الخيل في 22 مايو؛ سيعاد افتتاح مكتب أوهايو للسيارات (بي إم في) والصالات الرياضية ومراكز اللياقة البدنية وحمامات السباحة والبطولات الرياضية (فقط للرياضات التي تنطوي على اتصال محدود أو معدوم) في 26 مايو؛ وسيعاد فتح مراكز رعاية الأطفال في 31 مايو.[421]

15 مايو
- ميشيغان: ارتفع العدد الإجمالي للإصابات في الولاية إلى 50079، إذ بلغ عدد الوفيات 4825
- أوهايو: هناك 26357 حالة مبلغ عنها بما في ذلك 1534 حالة وفاة. يستأنف تقديم الوجبات في الهواء الطلق في المطاعم. إعادة فتح مراكز الخدمات الشخصية مثل الصالونات والمنتجعات الصحية ومراكز التدليك ومراكز الوشم وإجراء الثقوب.

16 مايو
- ميشيغان: ارتفع العدد الإجمالي للإصابات بفيروس كورونا في الولاية إلى 50504 مع حصيلة وفيات تبلغ 4880[422]

17 مايو
- إنديانا: بلغ العدد الإجمالي للإصابات في الولاية 27778 إصابة وبلغ عدد الوفيات 1751
- ميشيغان: ارتفع العدد الإجمالي للإصابات بفيروس كورونا في الولاية إلى 51142 مع حصيلة وفيات تبلغ 4891. وهذا يمثل أقل زيادة في الوفيات (11) منذ 10 مايو.[423]

18 مايو
- ميشيغان: أعلنت الحاكمة ويتمان عن السماح بإعادة فتح المطاعم ومحلات البيع بالتجزئة في شبه جزيرة ميشيغان العليا والدنيا اعتبارًا من 22 مايو. في غضون ذلك، ارتفع العدد الإجمالي للإصابات بفيروس كورونا في الولاية إلى 51915 مع حصيلة وفيات بلغت 4915.[424]

19 مايو
- ميشيغان: ارتفع العدد الإجمالي للإصابات بفيروس كورونا في الولاية إلى 52350 مع حصيلة وفيات بلغت 5017.
- أوهايو: أعلن الحاكم دوين عن «توجيهات صحية طارئة: سكان ولاية أوهايو يحمون بعضهم البعض».  تُعتبر عناصر الأمر السابق بالتزام المنزل «توصيات حازمة».[425]

20 مايو
- إنديانا: ارتفع العدد الإجمالي للإصابات بفيروس كورونا في الولاية إلى 29274 ووصل عدد الوفيات إلى 1864. كان عدد الحالات خلال الأيام السبعة الأخيرة (3800) أعلى مما كان عليه في الأيام السبعة السابقة (3600).
- ميشيغان: ارتفع العدد الإجمالي للإصابات بفيروس كورونا في الولاية إلى 53009 مع حصيلة وفيات بلغت 5060.[426]

- أوهايو: أعلن الحاكم دواين عن توقيع ثلاثة أوامر جديدة. الأمر الأول يلغي جزئيًا أمر ولاية أوهايو بالتزام المنازل الذي صدر في 30 أبريل، ينطوي الثاني على مجموعة من التوجيهات الصحية ويحدد الثالث كيف يمكن إعادة فتح مخيمات ولاية أوهايو.

21 مايو
- أوهايو: إعادة فتح المخيمات. أعلن نائب المحافظ هاستد أنه يمكن إعادة فتح أندية البولنغ وملاعب الجولف المصغر وملاعب تدريب البيسبول في 26 مايو، طالما أنها تلتزم بالتوجيهات. صرّح أيضًا أنه قد يُسمح بإعادة فتح صالات الأفراح وقاعات الولائم في 1 يونيو بشرط الالتزام بمسافة 6 أقدام بين الطاولات وعدم التجمع وعدم تواجد أكثر من 300 شخص.
- ميشيغان: أعلنت الحاكمة ويتمان أنه يمكن إعادة فتح وكالات بيع السيارات ومتاجر البيع بالتجزئة ولكن ضمن مواعيد محددة ومع الالتزام بالتوجيهات الصحية وذلك ابتداءً من 26 مايو. بالإضافة إلى ذلك، فقد رفعت الحاكمة القيود الصحية عن كافة أنحاء الولاية ابتداءً من 29 مايو. سُمح أيضًا بالتجمعات التي لا تزيد عن عشرة أشخاص. في غضون ذلك، ارتفع العدد الإجمالي للإصابات بفيروس كورونا في الولاية إلى 53510 مع حصيلة وفيات بلغت 5129.[427]

22 مايو
- ميشيغان: مددت الحاكمة ويتمان أمر التزام المنازل في الولاية أسبوعين آخرين وذلك حتى 12 يونيو. في غضون ذلك، ارتفع العدد الإجمالي للإصابات بفيروس كورونا في الولاية إلى 53913 وبلغت حصيلة الوفيات 5158.[428]

23 مايو
- ميشيغان: ارتفع العدد الإجمالي للإصابات بفيروس كورونا في الولاية إلى 54365 وبلغت حصيلة الوفيات 5223.[429]

24 مايو
- ميشيغان: ارتفع العدد الإجمالي للإصابات بفيروس كورونا في الولاية إلى 54679 وبلغت حصيلة الوفيات 5228. يمثل هذا أول رقم زيادة في عدد الوفيات (5) منذ 24 مارس.[430]

25 مايو
- ميشيغان: ارتفع العدد الإجمالي للإصابات بفيروس كورونا في الولاية إلى 54881 مع حصيلة وفيات 5240. ويمثل هذا أقل زيادة في الحالات الجديدة (202) منذ 4 مايو.[431]

26 مايو
- أوهايو: أبلغ عن 33006 حالات جديدة، من ضمنها 5579 حالة استشفاء و2002 حالة وفاة. قُبلت 1450 حالة من حالات الاستشفاء في وحدة العناية المركزة. أعلن الحاكم دواين أن فرق العناية الصحية الموحدة ستبدأ بإجراء اختبارات الكشف عن الفيروس في دور الرعاية في نفس الأسبوع.
- ميشيغان: ارتفع العدد الإجمالي للإصابات بفيروس كورونا في الولاية إلى 55104 مع حصيلة وفيات بلغت 5266.[432]

27 مايو
- بلغ إجمالي عدد الوفيات نتيجة فيروس كورونا في الولايات المتحدة الأمريكية 100 ألف حالة وفاة.
- أوهايو: أبلغ عن 33439 حالة جديدة، كان 5700 منها حالات استشفاء و2044 حالة وفاة.
- ميشيغان: ارتفع العدد الإجمالي للإصابات بفيروس كورونا في الولاية إلى 55608 مع حصيلة وفيات 5334.[433]

28 مايو
- أوهايو: أعلن الحاكم دواين عن توسيع معايير إجراء اختبارات الكشف عن الفيروس لتشمل المعايير الجديدة أي شخص يعاني من أعراض.
- ميشيغان: ارتفع العدد الإجمالي للإصابات بفيروس كورونا في الولاية إلى 56014 مع حصيلة وفيات بلغت 5372.[434]

29 مايو
- ميشيغان: ارتفع العدد الإجمالي للإصابات بفيروس كورونا في الولاية إلى 56621 مع حصيلة وفيات بلغت 5406.[435]

30 مايو
- ميشيغان: ارتفع العدد الإجمالي للإصابات بفيروس كورونا في الولاية إلى 56884 مع حصيلة وفيات بلغت 5463.[436]

31 مايو
- أوهايو: سُجل 35513 إصابة و2155 حالة وفاة. يُسمح لمراكز تقديم خدمات رعاية الأطفال والمخيمات النهاية بإعادة الافتتاح.
- ميشيغان: ارتفع العدد الإجمالي للإصابات في الولاية إلى 57397 مع حصيلة وفيات تبلغ 5491.

### الوضع في نهاية شهر مايو
اعتبارًا من 31 مايو، أفاد برنامج أور وورلد إن داتا أنه كان هناك 103781 حالة وفاة، 1.77 مليون حالة مؤكدة و14 اختبار كشف مُجرى في الولايات المتحدة الأمريكية.

### يونيو
1 يونيو
- أوهايو: وافق مجلس ولاية أوهايو على 873 مليون دولار من أموال الإغاثة المخصصة لفيروس كورونا.
- ميشيغان: رفعت الحاكمة ويتمان أمر التزام المنازل؛ وسمح بالتجمعات في الواء الطلق التي تصل إلى 100 شخص. سُمح باستئناف خدمات المطاعم في 8 يونيو. في غضون ذلك، ارتفع العدد الإجمالي للحالات إلى 57532، وهي أصغر زيادة يومية (135) منذ 18 مارس، مع إجمالي عدد الوفيات الذي بلغ 5516.[437]

2 يونيو
- ميشيغان: ارتفع العدد الإجمالي للإصابات بفيروس كورونا في الولاية إلى 57731 مع حصيلة وفيات بلغت 5553.[438]
- أوهايو: أعلن الحاكم دواين أنه يمكن استئناف جميع العمليات الجراحية.

3 يونيو
- ميشيغان: ارتفع العدد الإجمالي للإصابات بفيروس كورونا في الولاية إلى 58035 مع حصيلة وفيات بلغت 5570[439]

4 يونيو
- إنديانا: ارتفع العدد الإجمالي للحالات المصابة بفيروس كورونا في ولاية إنديانا إلى 36096 مع حصيلة وفيات إجمالية بلغت 2231

5 يونيو
- سجل البنتاغون أكبر زيادة في حالات الإصابة بفيروس كورونا في وزارة الدفاع منذ منتصف أبريل ليصل العدد إلى 10462. تشمل وزارة الدفاع أفرادًا عسكريين ومعاليهم ومقاولين ومدنيين. ظلت البحرية الأمريكية الفرع الأكثر تضررًا حتى 5 يونيو.[440]

- أوهايو: أعلن دواين أن مرافق الترفيه مثل دور السينما وحدائق الحيوان قد يعاد فتحها في غضون أسبوع واحد، وأن الكازينوهات والراسينو ومدن الملاهي والحدائق المائية وسينما السيارات يمكن إعادة فتحها في غضون أسبوعين. ويقول أيضًا إن مكتبه سيوافق على خطة السلامة التي ستسمح بتنظيم البطولة التذكارية في الفترة من 13 إلى 19 يوليو.

11 يونيو
- أوهايو: أعلن دواين عن السماح لأي شخص يود أن يجري اختبار الكشف عن فيروس كوفيد-19 بأن يجريه
- كارولاينا الجنوبية: أعلن مكماستر أن كارولاينا لن تفرض الإغلاق مرة أخرى رغم زيادة عدد الإصابات منذ عطلة يوم الذكرى [441]

12 يونيو
 أوهايو: أبلغ عن 40424 حالة على مستوى الولاية
18 يونيو
- أوهايو: تقول الدكتورة آمي إدواردز في مؤتمر صحفي أن حالات فيروس كورونا لدى الأطفال في تزايد
- نيومكسيكو: بلغ إجمالي عدد حالات الإصابة في الولاية 10153 وكان هناك 456 حالة وفاة[443]

22 يونيو
- أوهايو: يتجاوز عدد الحالات 45000 حالة.[444]

29 يونيو
- أوهايو: تجاوز عدد الحالات 50 ألف حالة

30 يونيو
- أوهايو: أعلن دواين عن فتح دور الرعاية للزيارات الخارجية بدءًا من 20 يوليو[445]

الوضع في نهاية يونيو
- اعتبارًا من 30 يونيو، أفاد برنامج أور وورلد إن داتا أنه كان في الولايات المتحدة الأمريكية 126140
- حالة وفاة، 2.59 مليون حالة مؤكدة وحوالي 30 اختبار كشف مجرى.[446]